# Collezione Torlonia

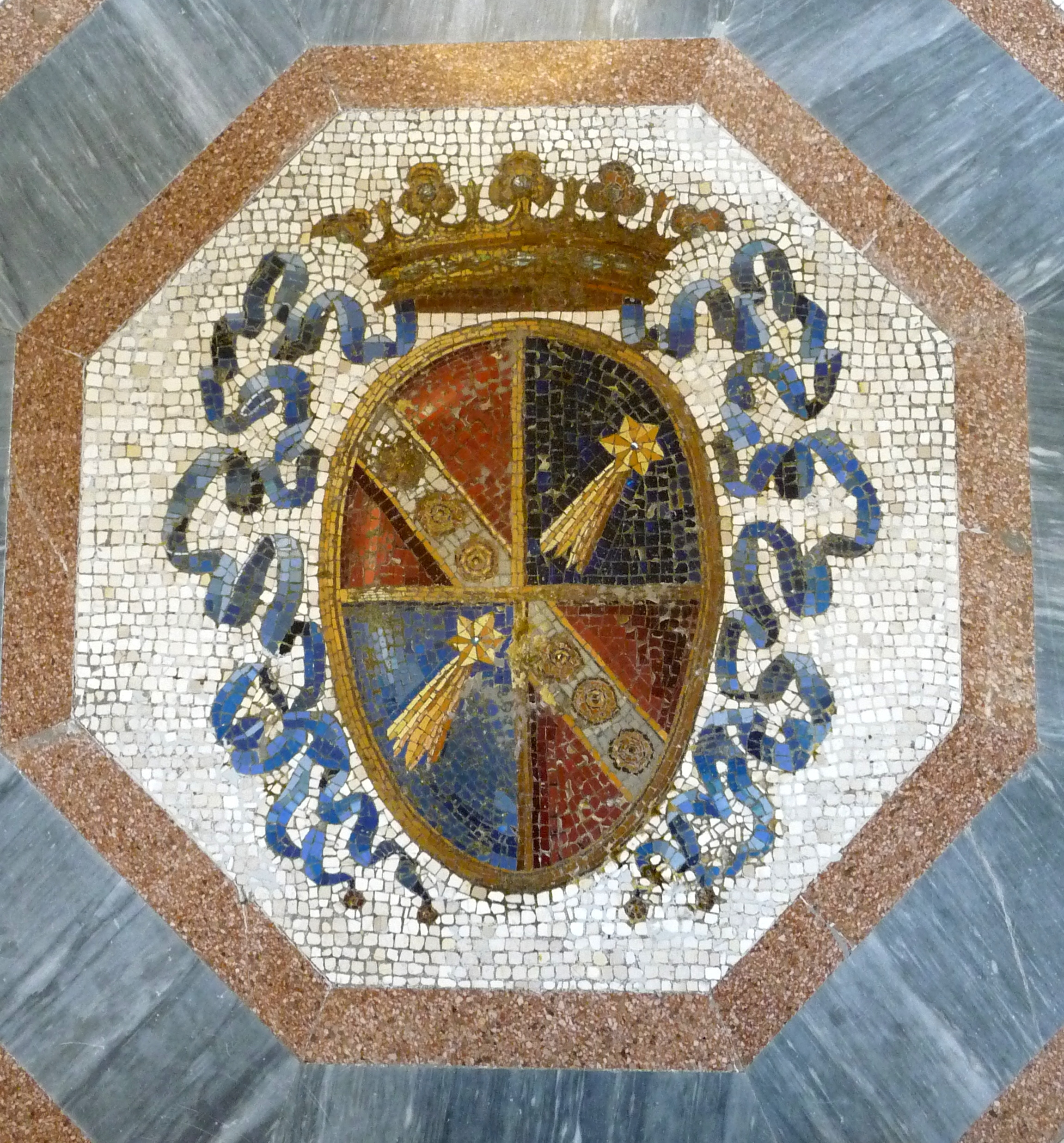
Stemma della famiglia Torlonia nel casino dei Principi di Villa Torlonia a Roma

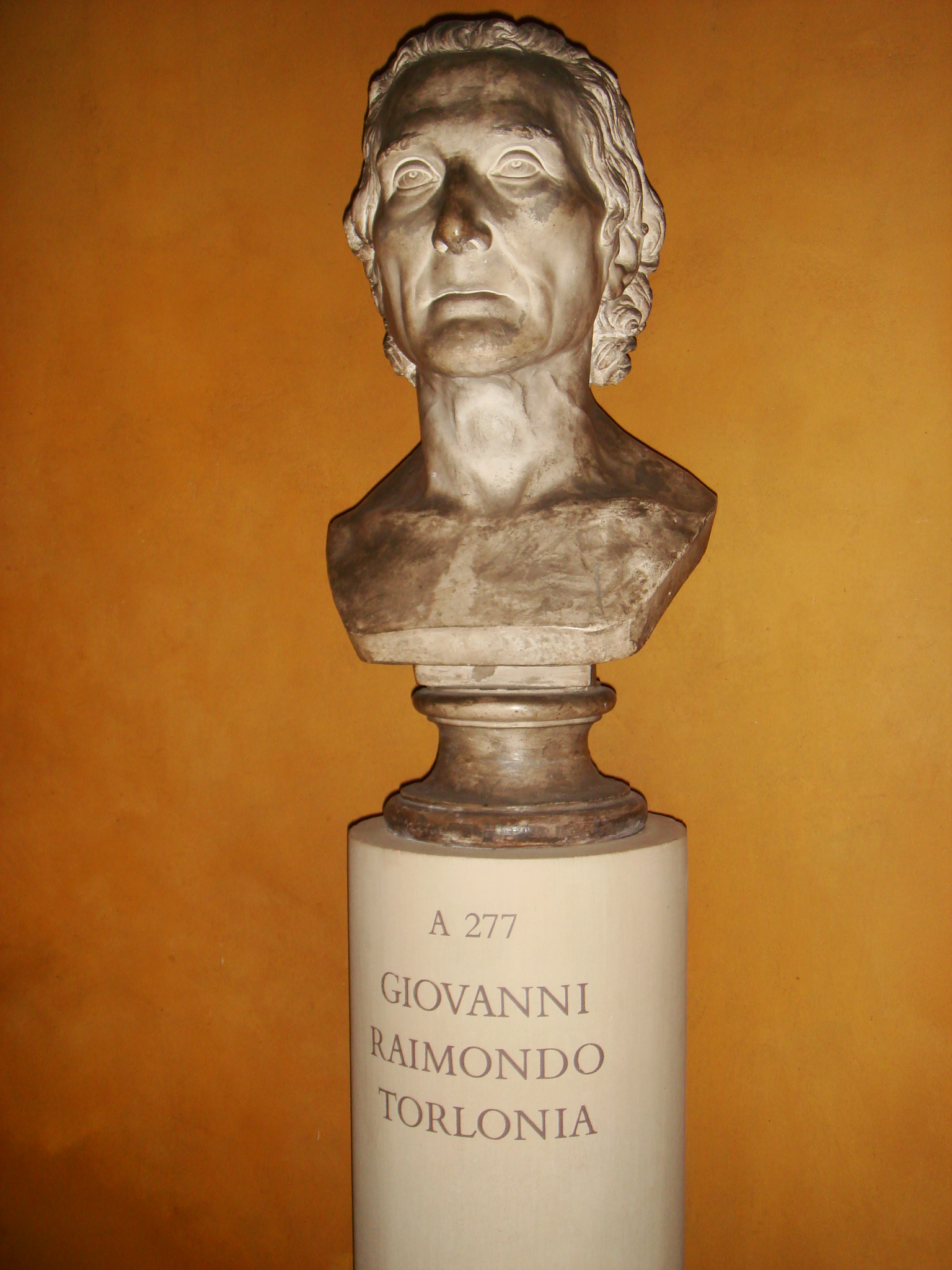
Giovanni Raimondo Torlonia ritratto nel busto di Thorvaldsen a Copenaghen

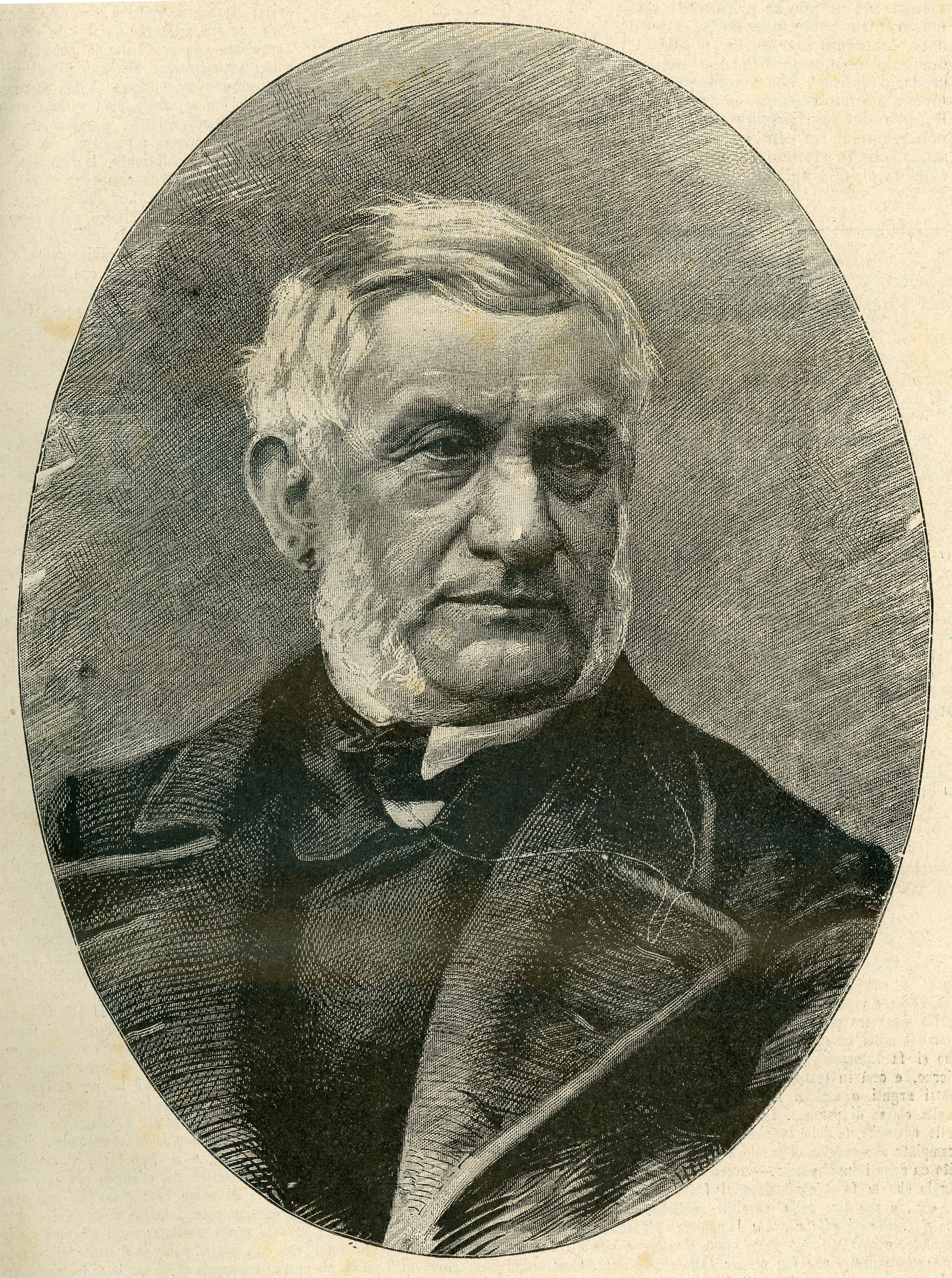
Alessandro Raffaele Torlonia

La collezione Torlonia è una collezione d'arte nata nell'Ottocento, tuttora in parte (la sezione di antichità) proprietà della famiglia Torlonia di Roma.
Nata sotto gli anni di dominazione napoleonica a Roma come una delle più grandiose collezioni europee del XIX secolo, sia per qualità sia per quantità delle opere, rappresenta di fatto l'ultima collezione in ordine cronologico tra quelle delle grandi famiglie romane che hanno caratterizzato il mecenatismo del XVI-XVII e XVIII secolo.
Composta sia da opere pittoriche sia da reperti di antichità, deve la sua rilevanza proprio a quest'ultimo ambito, avendo la famiglia acquistato interi lotti di alcune delle principali raccolte archeologiche di Roma, su tutte quella della collezione Giustiniani.
Dopo che gran parte della quadreria fu smembrata nel corso della seconda metà dell'Ottocento, 382 opere, tra le principali del catalogo, vennero donate nel 1892 allo Stato italiano e da lì confluite alla Galleria nazionale d'arte antica di palazzo Barberini a Roma, mentre i 620 pezzi della raccolta di antichità sono rimasti di proprietà degli eredi della famiglia trovando collocazione nella storica villa familiare di porta Salaria, di cui la Fondazione Torlonia cura la conservazione, la gestione e gli interessi.

## Storia

### Settecento

#### Il contesto storico e la famiglia Torlonia
Durante gli anni della Repubblica francese di fine XVIII secolo, le gravose tasse imposte dai nuovi governanti su Roma costrinsero le famiglie nobiliari locali a ricercare denaro liquido per fronteggiare a tutte le spese. Questo comportò per molte di queste famiglie la vendita nel mercato d'arte di svariate opere delle proprie collezioni artistiche. Tale sorte toccò pressoché quasi tutte le grandi casate romane del tempo: Borghese, Giustiniani, Ludovisi, Barberini, Chigi, Mattei, Spada, Albani e altre.
A ciò conseguì la nascita di nuove collezioni d'arte europee detenute da famiglie legate più o meno direttamente a quella Bonaparte, tra le quali vi furono i filo-francesi Torlonia.
Il capostipite della famiglia Torlonia a Roma, chiamata originariamente Tourlonias, proveniente dall'Alvernia, fu Marin Tourlonias. Suo figlio Giovanni Raimondo, banchiere della corte di Monaco, ottenne fortune in campo finanziario anche grazie ai legami che ebbe con l'ambiente papale, divenendo il dominus delle forniture pubbliche papaline una volta che i francesi lasciarono Roma.

### Ottocento

#### La collezione di Giovanni Raimondo Torlonia (1800-1829)
In campo mecenatistico Giovanni Raimondo, dopo una fase iniziale dedicata al commercio di sculture antiche, si avviò a creare per la sua famiglia una propria collezione artistica che potesse testimoniare l'ascesa sociale intrapresa.

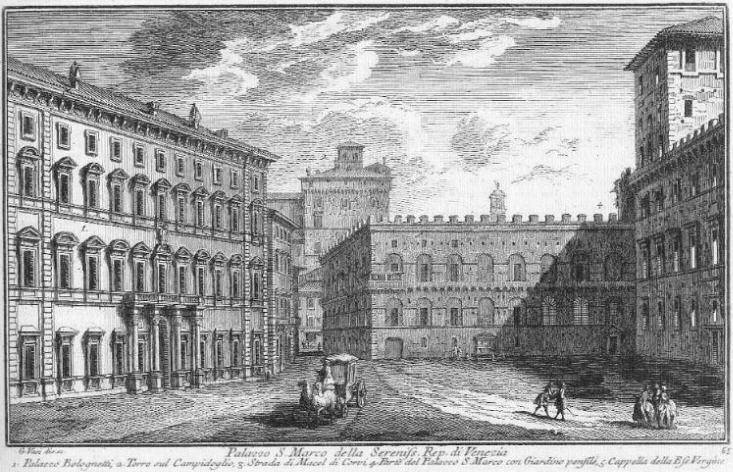
Incisione con il palazzo Torlonia (a sinistra) di piazza Venezia, Roma (non più esistente)

Durante il primo decennio francese, Giovanni Raimondo fece incetta di opere delle collezioni romane. La collezione Torlonia divenne dunque una delle più grandi e importanti della città, assorbendo lotti da gran parte delle principali collezioni nobiliari cittadine. Inizialmente questa trovò custodia all'interno del palazzo familiare di piazza Venezia, comperato nel 1807 da Giovanni, che ne finanziò il restauro e l'arricchimento degli arredi interni, che durarono fino agli anni '30 del XIX secolo, quindi dopo la sua morte.

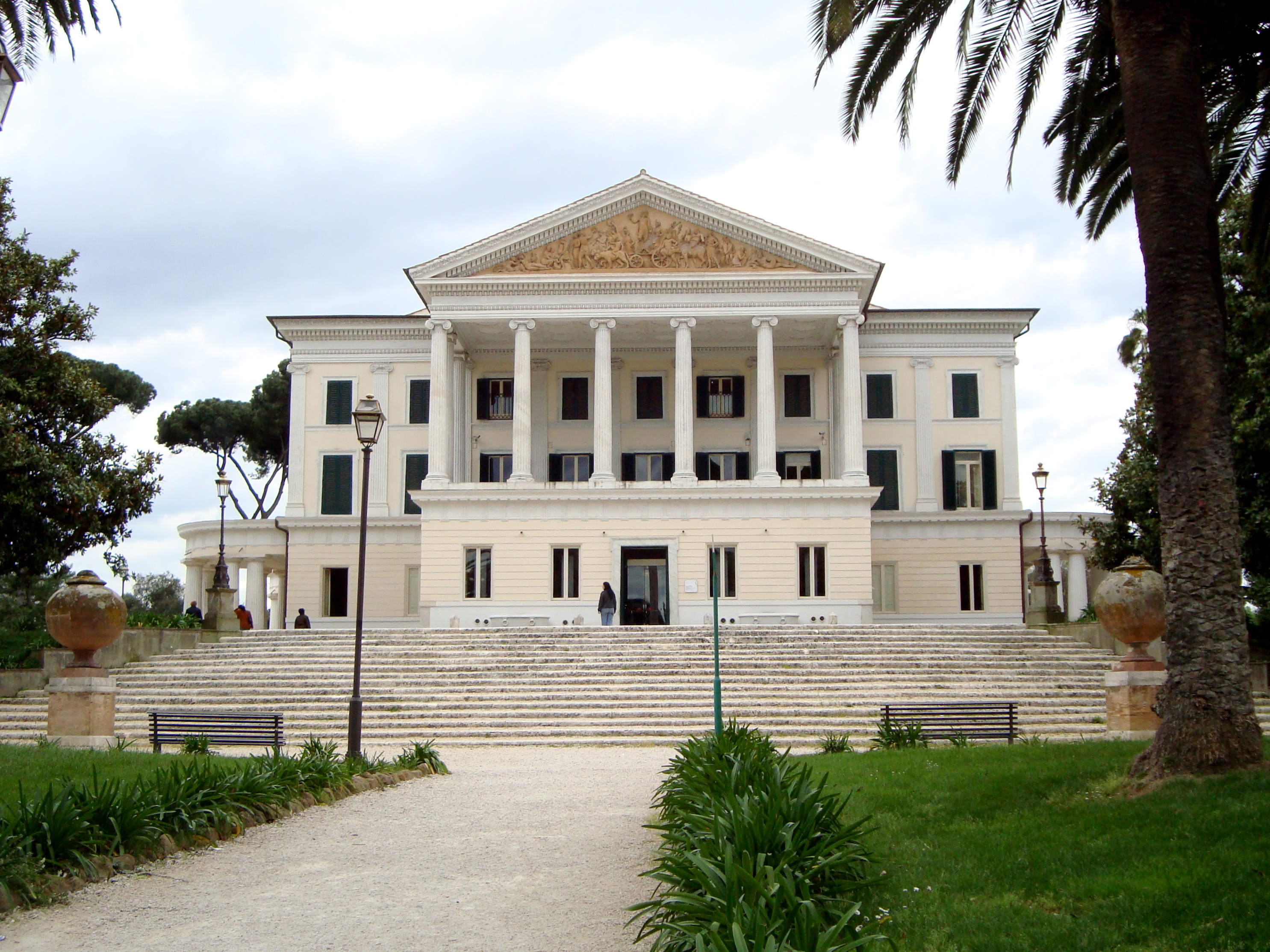
Casino Nobile di villa Torlonia in via Nomentana, Roma

Il consulente per la costituenda quadreria fu Giuseppe Valadier che, vista l'impossibilità del suo signore di poter competere con le famose collezioni romane già collaudate, suggerì di reperire opere non solo a Roma, ma anche in altre città nazionali ed europee. I primi acquisti avvennero nelle aste tenute a Roma nel 1804 (cosiddetta vendita Bristol) e nel 1806 (cosiddetta vendita Bonelli), dove il banchiere riuscì ad accaparrarsi quadri che però erano considerati "minori" in quanto a importanza, poiché non erano di scuola italiana, bensì di scuola fiamminga, incentrati per lo più su ritratti o paesaggi del XVII secolo, oppure copie di altri quadri già famosi.
Nel frattempo Valadier fu incaricato anche di ristrutturare il palazzo nella Vigna Colonna a via Nomentana, acquistata già nel 1797, dove tra il 1802 e il 1806 ampliò il Casino Nobile, mentre Domenico Del Frate eseguì alcuni dipinti e Antonio Canova dei bassorilievi in gesso.
Negli anni successivi il reperimento di opere fu attuato mediante l'acquisto massiccio di quadri direttamente dalle nobili famiglie romane, che per motivi di carenza di liquidità si trovavano a dover alienare parte delle loro ricchezze.
Da Odoardo Valenti Gonzaga, V marchese di Montilio, il banchiere Torlonia acquistò tra il 1808 e il 1809 un grosso gruppo di opere provenienti dalla collezione del prozio cardinale Silvio Valenti Gonzaga, composto da 44 opere, tra cui alcuni dei principali pezzi della raccolta. Tra questi vi furono il dipinto di Giuliano Bugiardini con Leone X e i due cardinali Giulio de' Medici e Innocenzo Cybo, l'Autoritratto di Orazio Borgianni, la copia del Compianto su Cristo morto di Ribera, i due ritratti di Johannes Cornelisz Verspronck, uno di dama e l'altro di uomo, quello di Louis Cousin col Ritratto del marchese Giacomo Antonio Barthos, vicerè di Milano, quello di Bartolomeo Manfredi del Bacco e bevitore, la Maddalena copia dal Correggio, il tabernacolo con la Pietà del Carracci, il Ritratto del cardinal Ricci di Scipione Pulzone, il  Ritratto di Baldassarre Castiglione (copia da Raffaello con varianti) attribuito a Giulio Romano la Crocifissione di Simon Marmion, e altri.

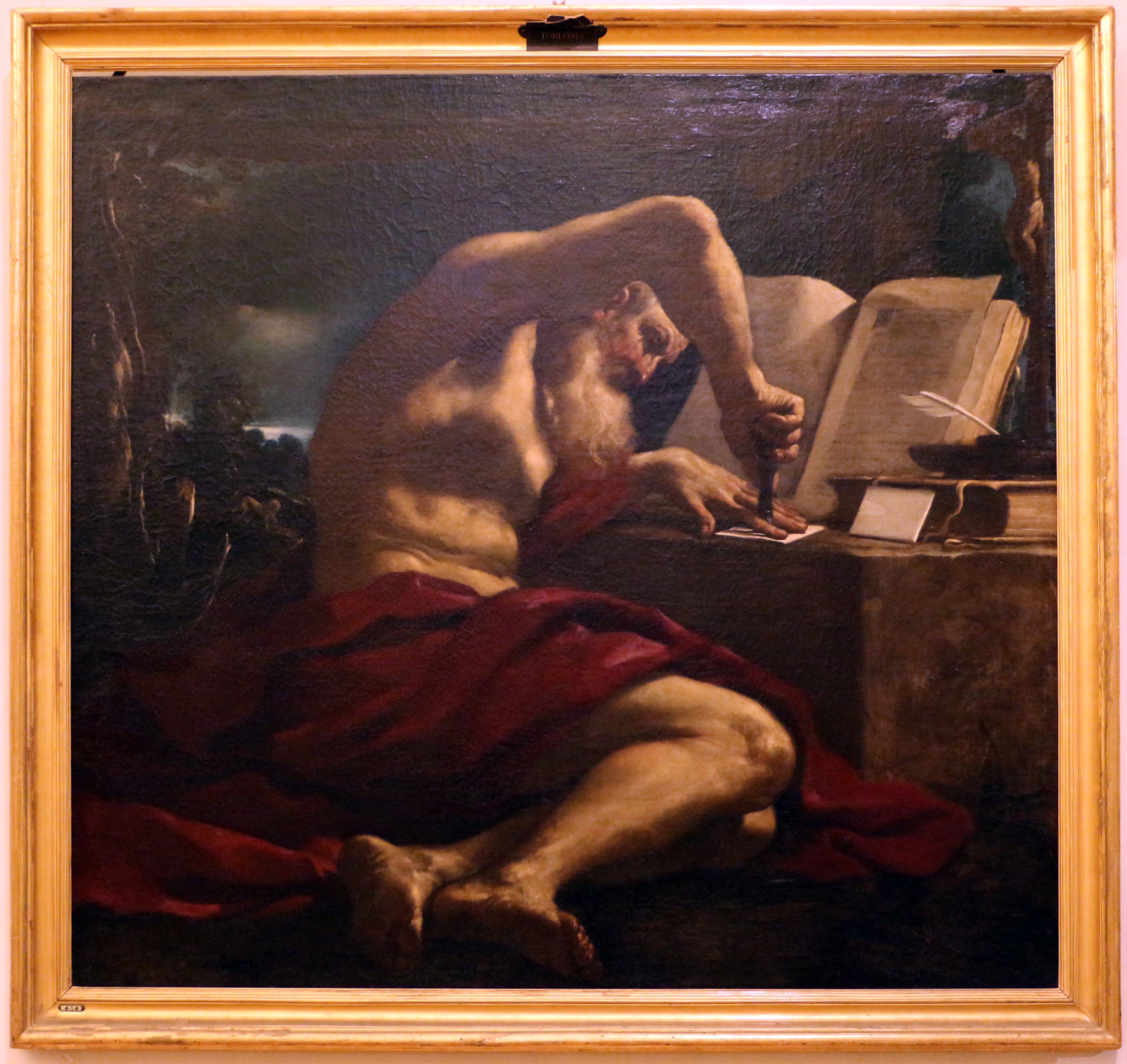
Guercino, San Girolamo che sigilla la lettera

Dalla famiglia Guerrieri, eredi della collezione di Cassiano dal Pozzo, avvenne l'acquisto da parte del Torlonia di un altro blocco di dipinti, tra cui il Ritratto di Cassiano dal Pozzo senior di Bernardino Lanino e la Buona ventura e l'Allegoria della pittura di Simon Vouet.

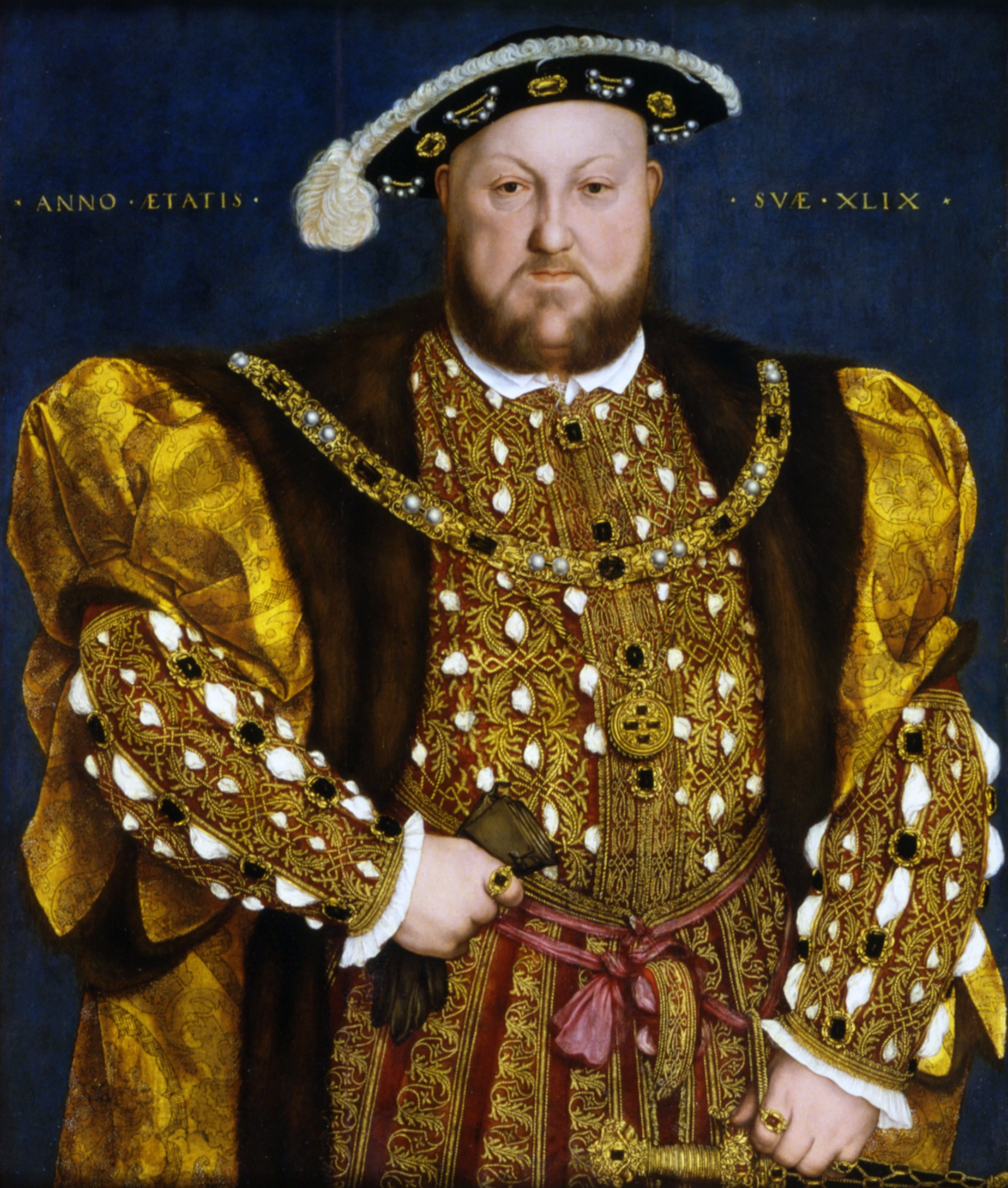
Hans Holbein il Giovane, Ritratto di Enrico VIII

Altre opere pervennero invece dalle case Colonna, Altieri, Albani, Santacroce, Falonieri e altre. Nel 1814 venne redatto da Gaspare Landi il primo inventario della collezione, che era formalmente intestata a Giuseppe Torlonia, fratello e prestanome di Giovanni, principalmente disposta (sia quadreria sia marmi antichi) nel palazzo di piazza Venezia. Nel 1817-1821 viene invece redatto un secondo inventario da Giuseppe Antonio Guattani che fotografa la collezione sempre all'interno di palazzo Torlonia a piazza Venezia e che aggiunge rispetto al primo alcune opere che testimoniano la crescita qualitativa della raccolta, ossia vedute del Canaletto, opere del Guercino e una considerevole serie di paesaggi e di ritratti di Hans Holbein il Giovane, Bartolomeo Veneto e Giovanni Bernardo Carbone. Al primo piano del palazzo risultava collocato inoltre il gruppo dell'Ercole e Lica di Antonio Canova, il cui progetto fu acquistato già nel 1800 per 18.000 scudi, ma fu completato solo nel 1815.
Se la quadreria fu da sempre sottovalutata per quel che concerne il prestigio delle opere, la raccolta che assurse già dal principio a nucleo fondamentale della collezione fu rappresentato invece da quella di marmi antichi.
Il primo insieme di opere antiche nella collezione risale al 1800, quando tramite asta pubblica entrò nel patrimonio Torlonia la collezione dello scultore Bartolomeo Cavaceppi, il più illustre restauratore di marmi antichi del Settecento, a cui si affiancheranno successivamente una serie di acquisizioni delle maggiori collezioni patrizie romane (Cesarini, Albani e Giustiniani) e diversi rinvenimenti dagli scavi archeologici condotti nelle terre di proprietà della famiglia (Tenuta Roma Vecchia, Porto, Cures e altre).

Nel primo decennio una parte dei bronzi della collezione Albani provenienti in gran parte da Tivoli, che furono del cardinale Alessandro, vennero comperati da Giovanni Raimondo direttamente dal pronipote erede Carlo Francesco Albani.

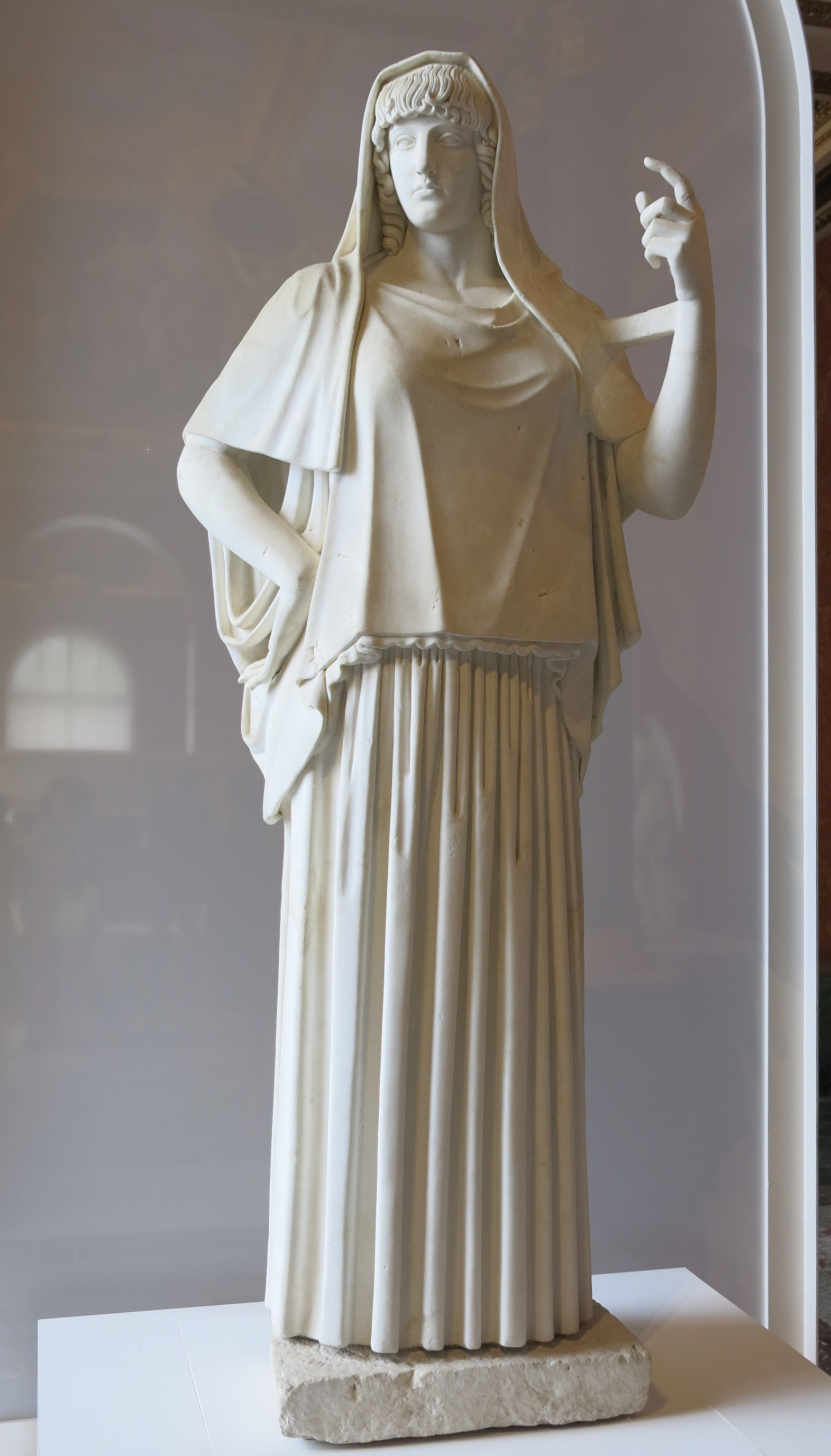
Hestia Giustiniani

L'acquisto più importante fu tuttavia il nucleo centrale delle sculture d'antichità della collezione Giustiniani. Nel 1819 avvenne la cessione a titolo di garanzia di un debito che la famiglia Giustiniani aveva nei confronti dei Torlonia, pari a circa 33.600 scudi. Furono circa 267 le opere antiche trasferite a Giovanni Torlonia, che però per vicissitudini burocratiche saranno consegnate ad Alessandro Torlonia solo intorno al 1856.
Per nobilitare la famiglia Torlonia, Giovanni cominciò a comprare, mentre acquisiva opere d'arte, palazzi e terre (per estensione dei possedimenti fondiari la famiglia era seconda in quel momento solo alla casa Borghese), anche alcuni dei relativi titoli nobiliari: nel 1803 il ducato di Bracciano e la contea di Pisciarelli dagli Odescalchi, nel 1809 il marchesato di Roma Vecchia dai Massimo e Turrita, nel 1820 i ducati di Poli e Guadagnolo dai Conti, nel 1822 Capo di Monte, Morata e Bisenzio dal principe Stanislao Poniatowski. Intanto papa Pio VII lo nominò nel 1809 Nobile Romano e Nobile di Viterbo e nel 1814 primo principe di Civitella Cesi (titolo di Princeps Romanus appositamente creato), acquistato dai Pallavicini.
Nel 1829 Giovanni Raimondo morì e la proprietà dei suoi beni si trasferì al figlio Alessandro Raffaele.

#### La collezione sotto Alessandro Raffaele Torlonia (1829-1886)
In prima istanza Alessandro seguì i lavori progettati dall'architetto Giovanni Battista Caretti e finanziati in precedenza dal padre Giovanni Raimondo Torlonia per il palazzo di piazza Venezia, dov'era disposta gran parte della collezione (sia quadreria sia antichità) e dove trasferì la propria residenza, lasciando quella del palazzo in via della Conciliazione. L'apparato decorativo interno vide interventi ad affreschi eseguiti da Francesco Podesti, mentre altri apparati scultorei furono del Canova, Thorvaldsen, Tenerani, Cognetti e Diofebi.

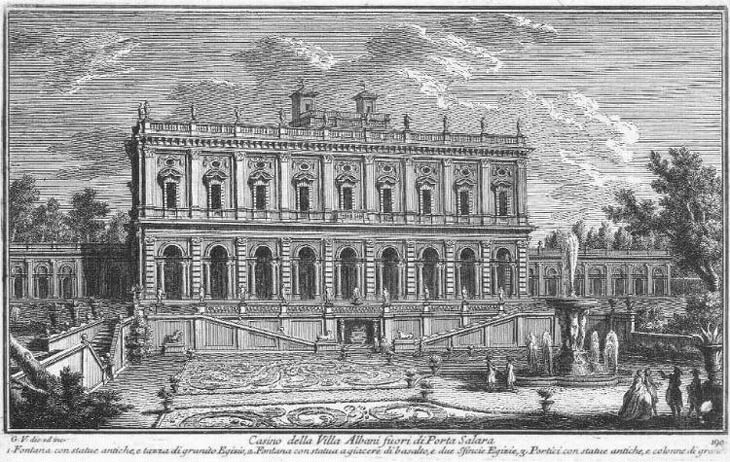
Incisione con la villa Albani Torlonia di porta Salaria, Roma (ancora esistente)

Nel 1832 Alessandro seguì anche gli interventi del Casino Nobile di villa Nomentana, dove fece aggiungere un pronao con loggia all'ingresso e inoltre affidò ancora a Francesco Podesti la decorazione ad affresco della sala di Bacco, dove dipinse il Mito di Bacco, le Quattro stagioni e i Tre continenti.
Alessandro, non particolarmente attento alle dinamiche collezionistiche, contravvenendo alle disposizioni testamentarie del padre e dietro suggerimento di Jean Baptiste Wicar, tra il 1832 e il 1837 vendette più di 1.300 dipinti ritenuti di scarso valore. Nel 1834 vennero invece rinvenute altre opere antiche durante le operazioni di scavo nei feudi di proprietà della famiglia, come quelli a Roma Vecchia, negli Orti Cesarini, a Vulci, Musignano, Cecchignola, Torricola e Porto.
Con l'aggiunta di alcune opere marginali, la quadreria Torlonia del palazzo romano di piazza Venezia arrivò a contare 352 quadri nel 1855. Un anno dopo furono invece consegnate le 267 opere antiche già Giustiniani acquistate da Giovanni Raimondo nel 1819. Gran parte dei pezzi confluirono quindi nelle raccolte della famiglia e vennero collocate in svariate residenze romane, inclusi alcuni dei più rilevanti del catalogo delle antichità romane, come l'Hestia Giustiniani, l'Apollo con la pelle di Marsia, il busto del Satiro ebbro, quello di Eutidemo di Battriana, l'Ercole con la pelle del leone e altre ancora (conservate principalmente nel palazzo Torlonia alla Lungara, preso in affitto in quegli anni dalla famiglia Corsini prima di comperarlo nel 1864).

Tra le diverse proprietà immobiliari acquisite a Roma, si aggiunse quella che i Castelbarco-Albani, coeredi della collezione Albani, vendettero nel 1866 ad Alessandro Raffaele, ossia la storica villa di porta Salaria, comprensiva nella trattativa di circa 170 dipinti più un cospicuo numero di reperti d'antichità. Fuori città il banchiere acquistò invece nel 1862 un casino di pesca su via Mergellina a Napoli utilizzato da Ferdinando IV di Borbone riadattandolo a palazzo nobiliare; inoltre nel 1875 venne costruita dalla famiglia la dimora di Avezzano, in Abruzzo, dove Alessandro trascorse gran parte della sua vita e di cui sarà insignito col titolo di primo principe del Fucino assegnatogli anche in segno di riconoscenza per le svariate opere di bonifica fatte sul territorio.

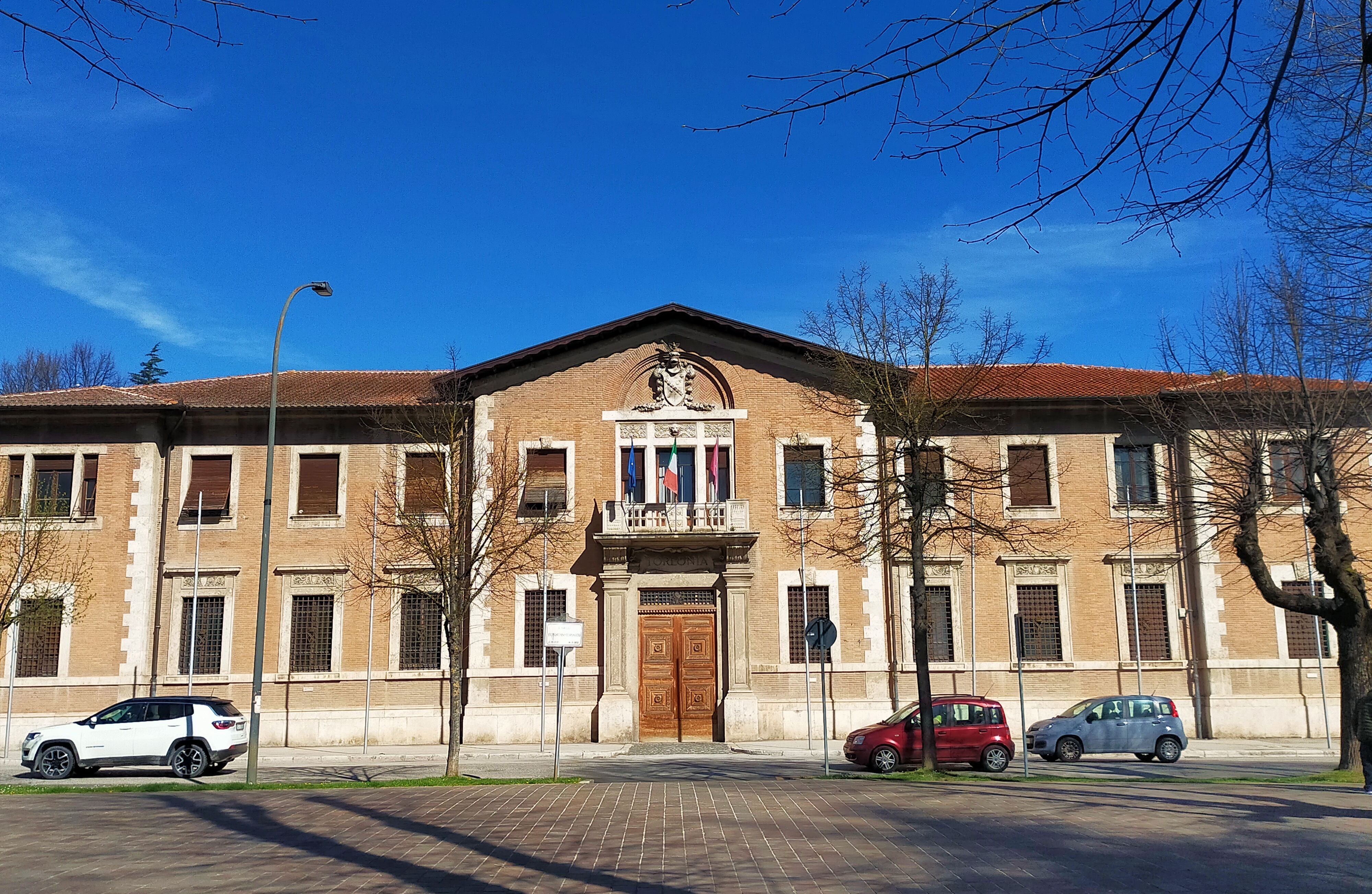
Palazzo Torlonia, Avezzano

La collezione Torlonia assunse in questo momento, nonostante la grande dismissione di opere pittoriche avviata da Alessandro, una dimensione considerevole. Sul finire dell'Ottocento la collezione vantava un numero importante di marmi antichi; nacque così nel 1875 per volere del principe Alessandro Torlonia il progetto di fondare un Museo di scultura antica riutilizzando un magazzino di granaglie su via della Lungara, nei cui ambienti le opere vennero ordinate e catalogate per essere offerte all'ammirazione di piccoli gruppi di visitatori.

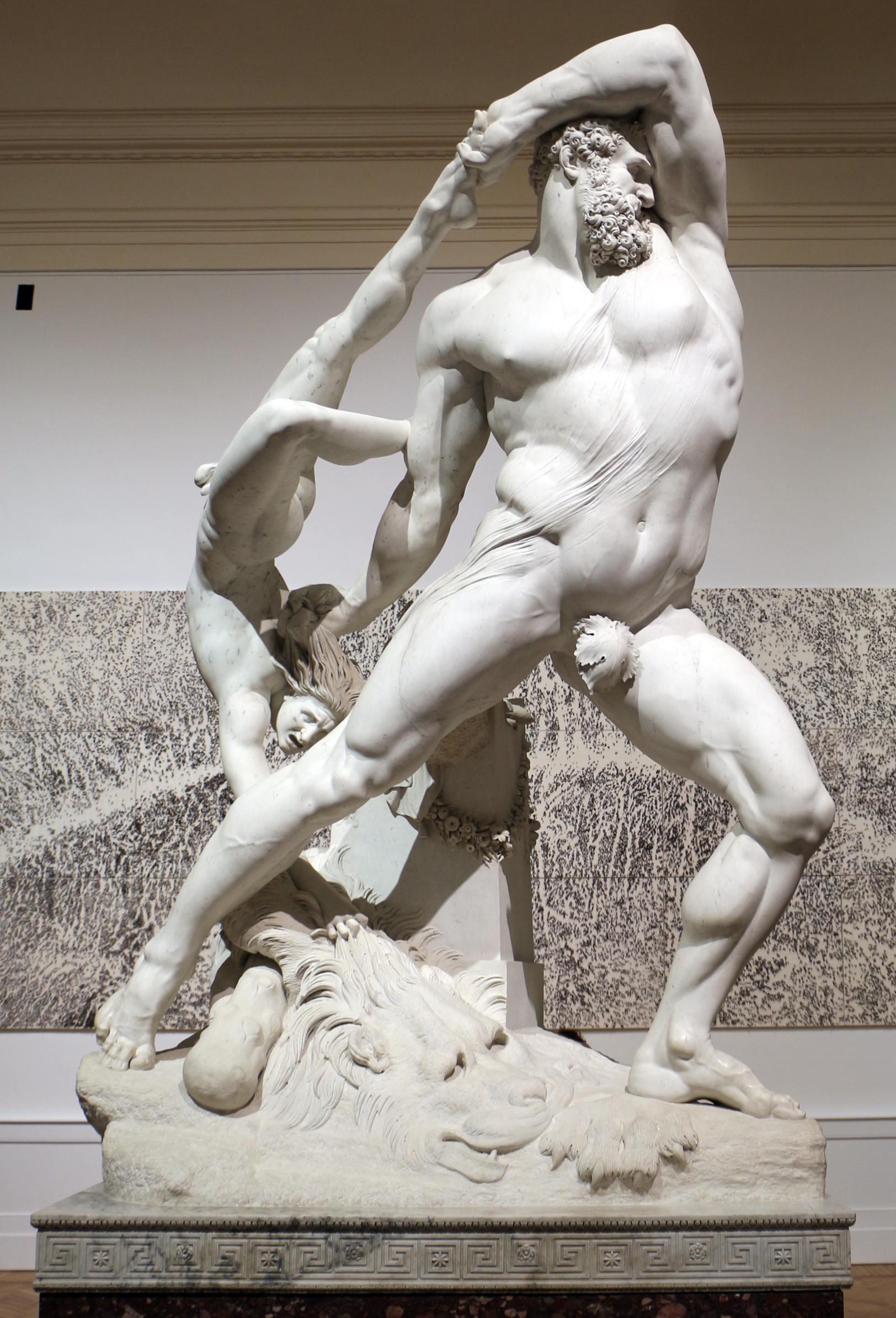
Antonio Canova, Ercole e Lica

Furono circa 517 le sculture antiche esposte al momento della fondazione del "museo" alla Lungara. Pochi anni dopo le opere raggiunsero il numero di 620, quando vennero riprodotte da Carlo Ludovico Visconti in uno dei primi esempi di catalogo fotografico di una collezione di antichità (I Monumenti del Museo Torlonia riprodotti con la fototipia, 1884-85), con l'osservazione che nel frattempo il loro numero sarebbe aumentato ancora, arrivando poi a 620 pezzi.
La quadreria romana era invece composta da circa un migliaio di opere, tra quelle che furono di Giovanni, quelle nuove acquistate da Alessandro e altre tenute dallo zio Giuseppe Torlonia.
Nel 1886 Alessandro morì e pertanto la collezione, su cui Giovanni non appose mai un vincolo di maggiorasco né tanto meno un fidecommesso, fu ereditata dalla figlia Anna Maria Torlonia.

#### La collezione sotto Anna Maria Torlonia e la donazione allo Stato italiano del 1892
In cambio dell'abolizione di un vincolo al palazzo di piazza Venezia, nel 1892 Anna Maria Torlonia trovò l'accordo con lo Stato italiano di donare 382 pezzi della collezione più una decina di sculture moderne (tra cui il gruppo dell'Ercole e Lica di Antonio Canova), in esecuzione di una precedente volontà testamentaria del nonno Giovanni Raimondo che, alla sua morte, avrebbe voluto che la propria raccolta fosse fruibile al pubblico. Per raggiungere la cifra stabilita occorrerà mettere insieme circa 310 quadri della collezione di Alessandro e una settantina che furono di Giuseppe, sparse tra le varie residenze familiari romane, nonostante gravasse una lite giuridica avanzata da altri eredi Torlonia, che rivendicavano la quota di 1/10 della collezione. Infine, cinquantuno opere inizialmente selezionate per la donazione allo Stato furono per volontà dei Torlonia stessi lasciate in possesso alla famiglia e sostituite da altre.
La donazione della quadreria fu destinata alla Galleria nazionale d'arte antica di Roma, con sede a palazzo Corsini alla Lungara, di cui una parte confinata nei depositi del museo, mentre un'altra affidata all'arredo degli uffici di rappresentanza dello Stato italiano, in quanto le pitture vennero considerate sin dall'origine di poco valore artistico.

### Novecento

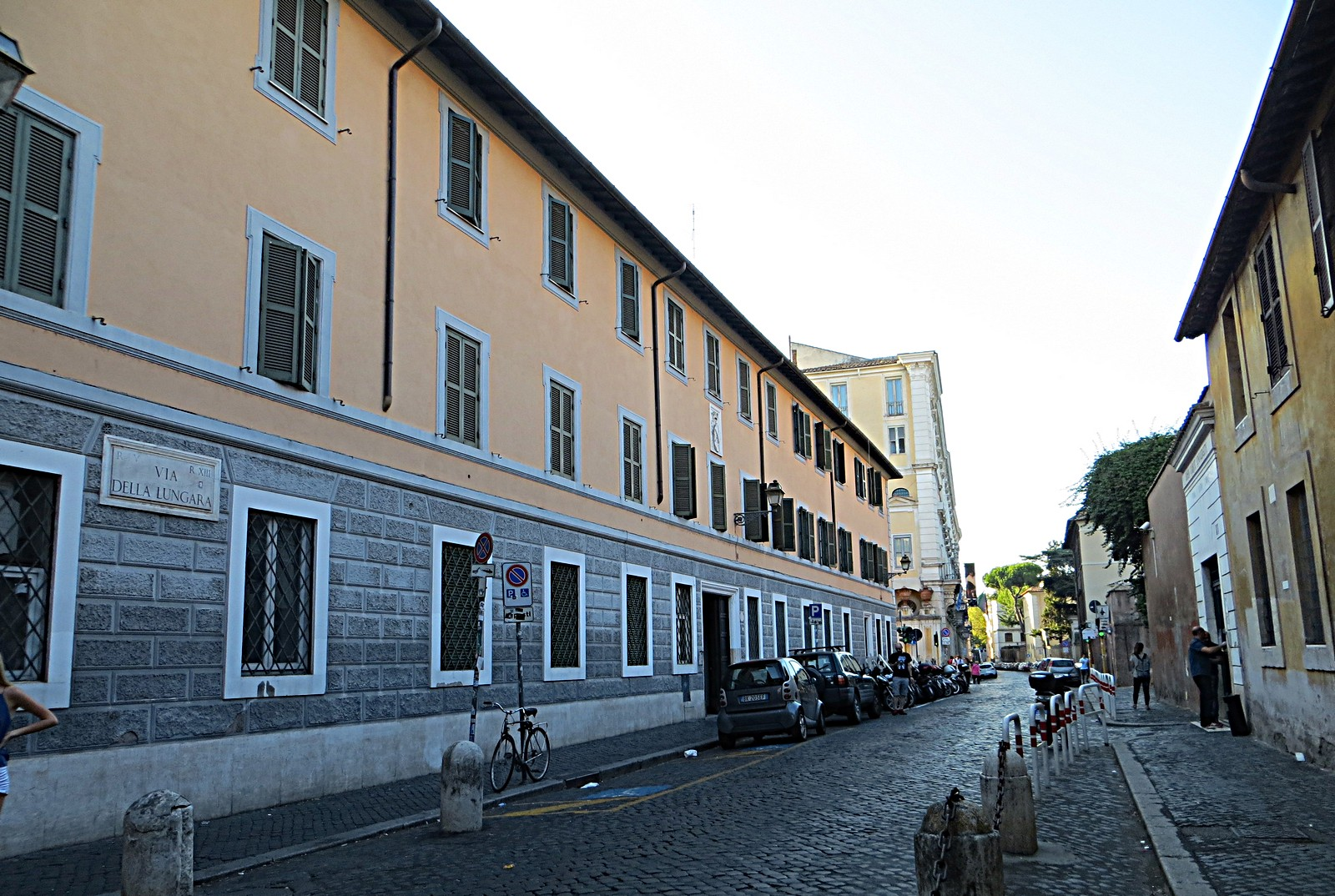
Palazzo Torlonia alla Lungara, Roma

Con la morte di Anna Maria nel 1901, la raccolta di antichità (l'unica rimasta intatta dell'originaria collezione) fu trasferita alla gestione dei figli Giovanni e Carlo Torlonia.
Il palazzo di piazza Venezia fu demolito nel 1903 per rendere simmetrica e più ampia la piazza in cui stava sorgendo il Vittoriano. Prima della demolizione, alcune decorazioni e affreschi delle pareti del palazzo furono fotografate e trasferite al Museo di Roma a Palazzo Braschi, mentre i mobili furono venduti. La collezione di antichità disposta nel palazzo alla Lungara fu invece ricollocata tra le varie residenze familiari romane.
La residenza di Avezzano fu ricostruita per volontà dei fratelli Giovanni e Carlo Torlonia a seguito del terremoto della Marsica del 1915 e inaugurata dieci anni dopo. Nel 1923 i due fondarono poi la banca del Fucino, a testimonianza del continuo successo economico familiare (che poi sarà venduta dagli eredi nel 2018).

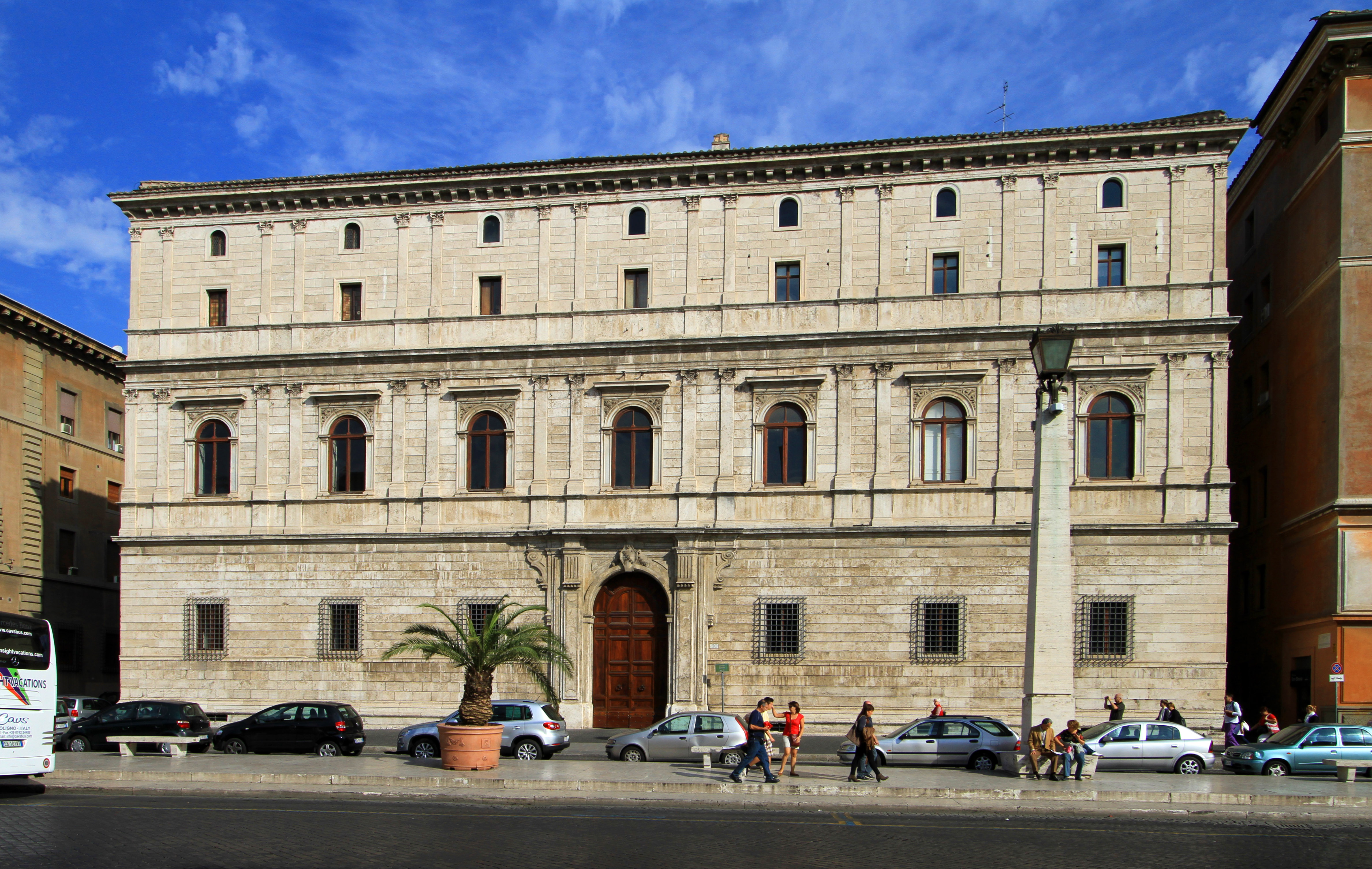
Palazzo Torlonia in via della Conciliazione, Roma

Durante la seconda guerra mondiale la villa in via Nomentana fu data in concessione a Benito Mussolini, che risiedette nel Casino Nobile, mentre su richiesta del dicastero allora competente, ovvero il Ministero della pubblica istruzione (con la Regia Soprintendenza alle Antichità di Roma), venti pezzi antichi vennero trasferiti a villa Albani, ritenuta luogo più sicuro, i quali successivamente verranno poi sistemati nel cortile di palazzo Torlonia in via della Conciliazione.
Negli anni '50, ancora per ragioni di sicurezza dovute al periodo di agitazioni post-belliche, sempre su richiesta del Ministero, la collezione fu raccolta nuovamente al palazzo Torlonia alla Lungara, in alcuni ambienti protetti al piano terra.
A partire dagli anni '60 del Novecento due progetti museali (Moretti 1963 e Sciarrini 1987) furono proposti dal principe Alessandro Torlonia, figlio di Carlo, per ospitare in maniera permanente la collezione di antichità, con la creazione del Museo Torlonia adiacente alla villa Albani. Un terzo progetto museale datato 1991 fu proposto in accordo con il Ministero per i beni e le attività culturali; tuttavia nessuno di questi vide mai la realizzazione per ragioni tecnico-amministrative legate a mancati accordi tra la proprietà e il Ministero.
Il principe Alessandro costituì dunque la Fondazione Torlonia con lo scopo di preservare e promuovere la collezione familiare, composta da un complesso di marmi antichi tra i più significativi al mondo, equiparabili per importanza alle collezioni capitoline o vaticane.

### Duemila

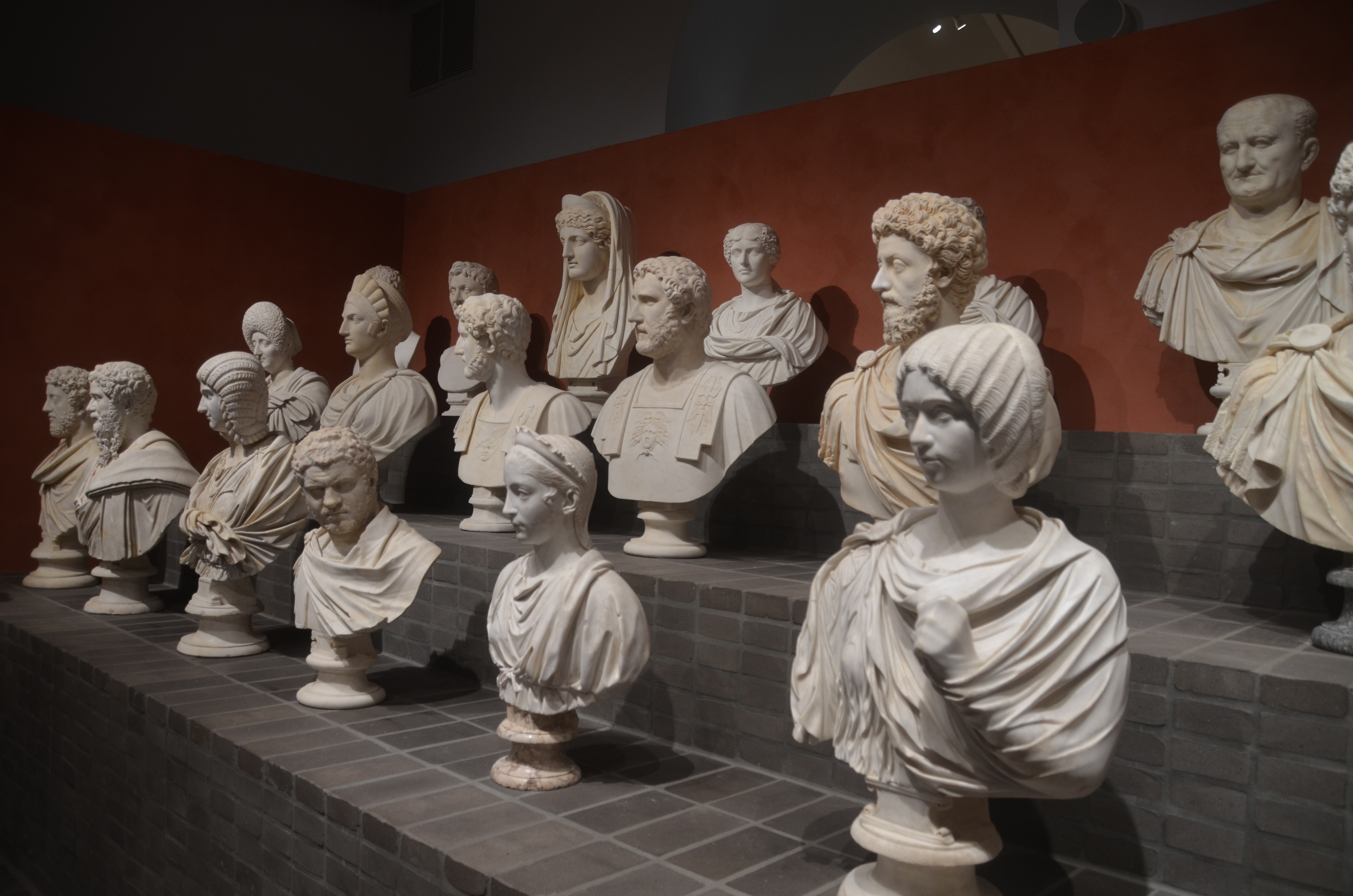
Vista su alcuni busti della collezione

Nel 2016 fu firmato uno accordo tra la Fondazione ed il Ministero per i beni le attività culturali e per il turismo che ha sancito l'inizio del percorso di istituzionalizzazione della collezione: la prima esposizione di una selezione rappresentativa di opere, la pubblicazione di un nuovo catalogo e la creazione di un nuovo Museo Torlonia aperto stabilmente al pubblico.

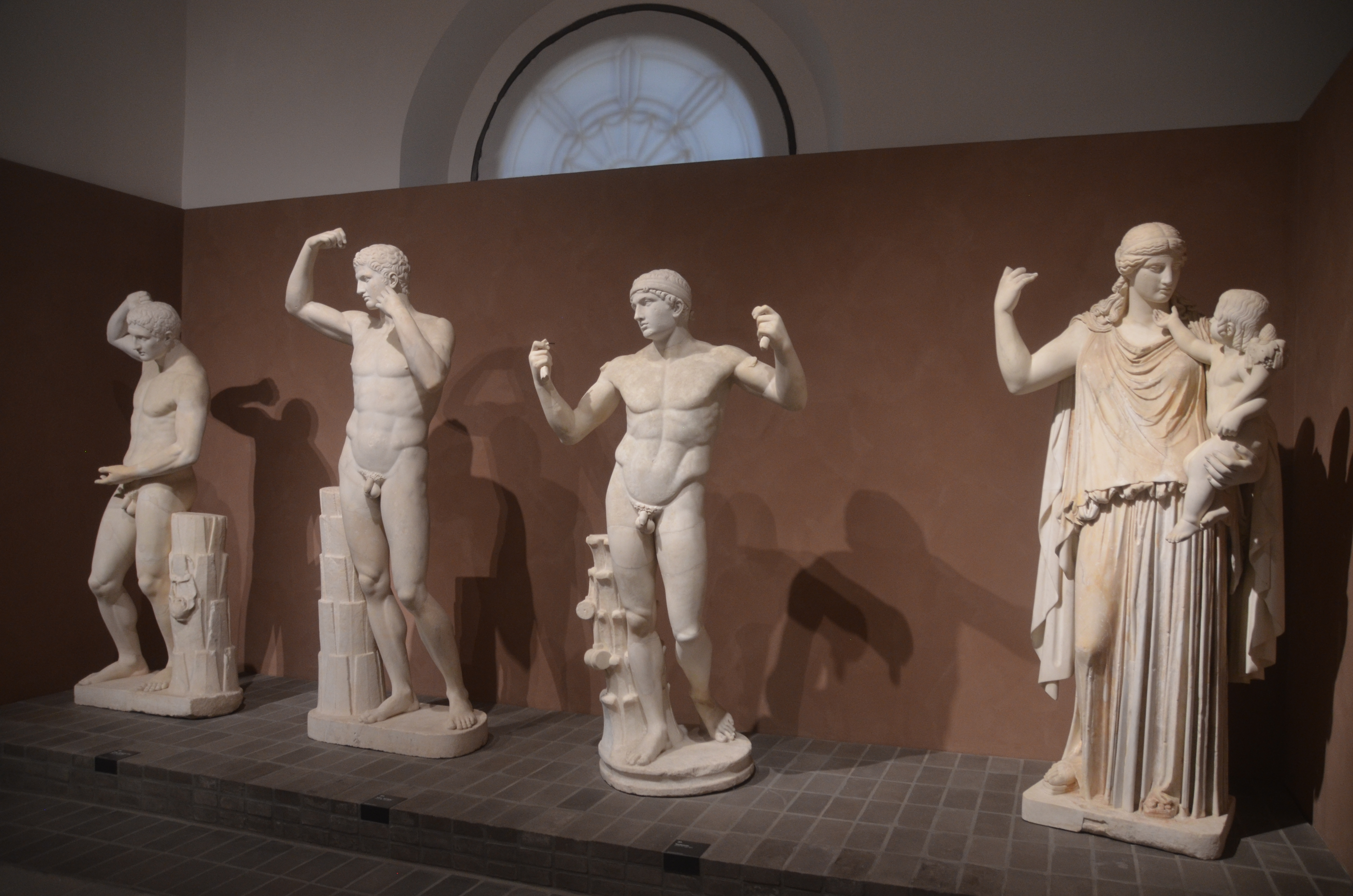
Vista su alcune statue della collezione

Se gran parte della quadreria fu smembrata sul finire dell'Ottocento e in parte donata allo Stato italiano, con i pezzi oggi custoditi dalla Galleria nazionale d'arte antica di Roma, e in parte venduta nel mercato o rimasta nelle disponibilità degli eredi, la collezione di antichità, nota come la più importante collezione privata d'arte antica a livello mondiale, resta invece tutt'oggi integra e custodita ancora nella proprietà familiare di villa Albani Torlonia, tra le più alte espressioni di architettura neoclassica.
Il nucleo conta circa 620 marmi (lo stesso numero delle riproduzioni del Visconti del 1885) riuniti durante tutti il XIX secolo e provenienti essenzialmente da quattro aree, ossia dalla collezione Albani, da quella di Bartolomeo Cavaceppi, dalla collezione Giustiniani, di cui si registrano ben 175 pezzi, e dagli scavi sui possedimenti Torlonia o da acquisizioni varie. Tra le opere più importanti della collezione si annoverano la cosiddetta Fanciulla di Vulci, il cosiddetto Patrizio Torlonia, l'Hestia Giustiniani, la Pallade, la colossale Testa di Apollo, due esemplari dell'Eirene, l'Afrodite Anadiomene, l'Atleta, il Diadumeno, il ritratto noto come Eutidemo di Battriana, il rilievo di Portus con la rappresentazione degli edifici, delle navi, delle divinità protettrici e della vita commerciale dell'antico porto di Roma, il cratere con simposio bacchico detto Tazza Cesi (già passato agli Albani), pregevoli sarcofagi, come quello delle fatiche di Ercole e quello singolare di un'accolta di dotti a grandi figure e infine la serie di un centinaio di busti, in maggior parte imperiali.

## Elenco delle opere (non completo)

### Antichità

#### Provenienza Albani

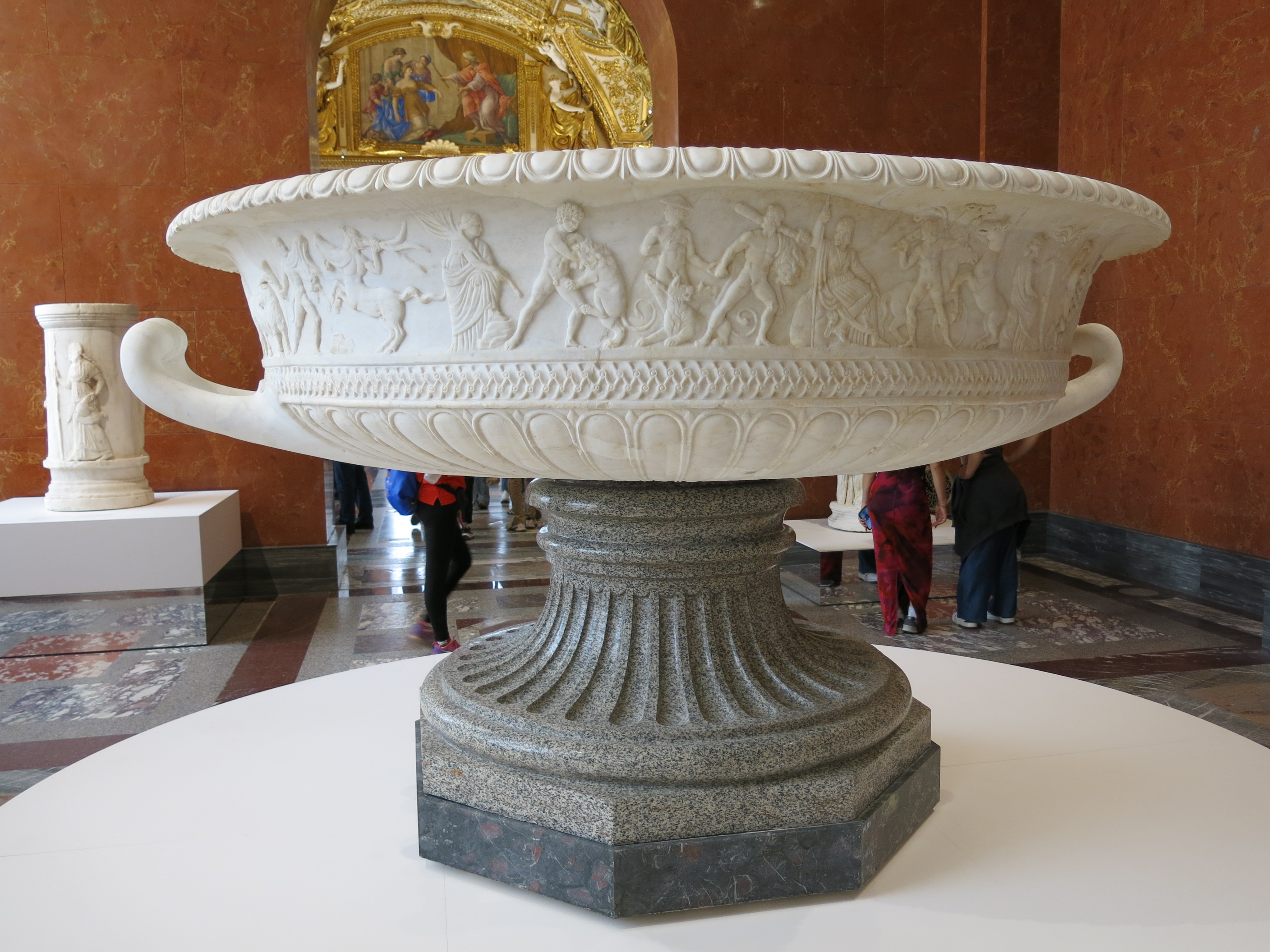
Vaso (o cratere) con le fatiche di Ercole (cosiddetta Tazza Albani)

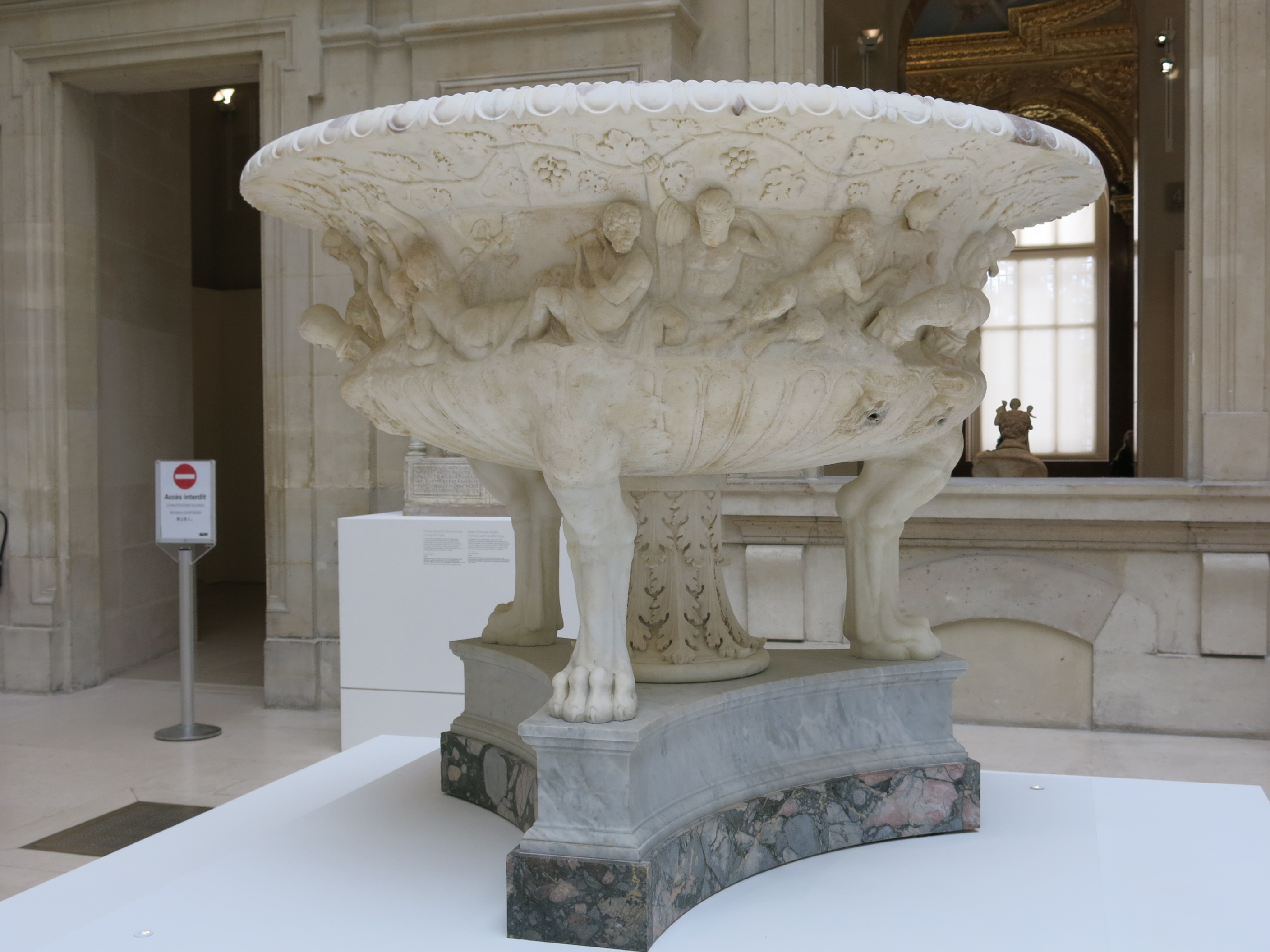
Vaso (o cratere) con scene bacchiche (cosiddetta Tazza Cesi)

- Busto di Adriano, marmo bianco, collezione Torlonia presso la Fondazione omonima di villa Albani a porta Salaria, Roma
- Busto di Caracalla, marmo bianco, collezione Torlonia presso la Fondazione omonima di villa Albani a porta Salaria, Roma
- Busto di Tito, marmo bianco, collezione Torlonia presso la Fondazione omonima di villa Albani a porta Salaria, Roma
- Busto di Vespasiano, marmo bianco, collezione Torlonia presso la Fondazione omonima di villa Albani a porta Salaria, Roma
- Busto maschile (cosiddetto Albino), marmo bianco, collezione Torlonia presso la Fondazione omonima di villa Albani a porta Salaria, Roma
- Gruppo di due guerrieri, I secolo d.C., marmo pentilico e marmo lunense, collezione Torlonia presso la Fondazione omonima di villa Albani a porta Salaria, Roma
- Rilievo con scene di bottega,  II secolo d.C., marmo proconnesio, collezione Torlonia presso la Fondazione omonima di villa Albani a porta Salaria, Roma (precedentemente Giustiniani)
- Rilievo con Eracle, Teseo e Piritoo, marmo bianco, collezione Torlonia presso la Fondazione omonima di villa Albani a porta Salaria, Roma
- Statua del dio Nilo, 70-100 d.C., marmo grigio, collezione Torlonia presso la Fondazione omonima di villa Albani a porta Salaria, Roma (precedentemente Barberini)
- Statua di Ulisse sotto il montone, seconda metà del I secolo d.C., marmo lunense, collezione Torlonia presso la Fondazione omonima di villa Albani a porta Salaria, Roma
- Vasca, granito, porfido e marmo, collezione Torlonia presso la Fondazione omonima di villa Albani a porta Salaria, Roma
- Vaso (o cratere) con foglie d'acanto, marmo bianco, collezione Torlonia presso la Fondazione omonima di villa Albani a porta Salaria, Roma
- Vaso (o cratere) con le fatiche di Ercole (cosiddetta Tazza Albani), 50-25 a.C., marmo pentelico e granito orientale (la base), collezione Torlonia presso la Fondazione omonima di villa Albani a porta Salaria, Roma
- Vaso (o cratere) con scene bacchiche (cosiddetta Tazza Cesi), 100 a.C. circa, marmo bianco, collezione Torlonia presso la Fondazione omonima di villa Albani a porta Salaria, Roma

#### Provenienza Bartolomeo Cavaceppi

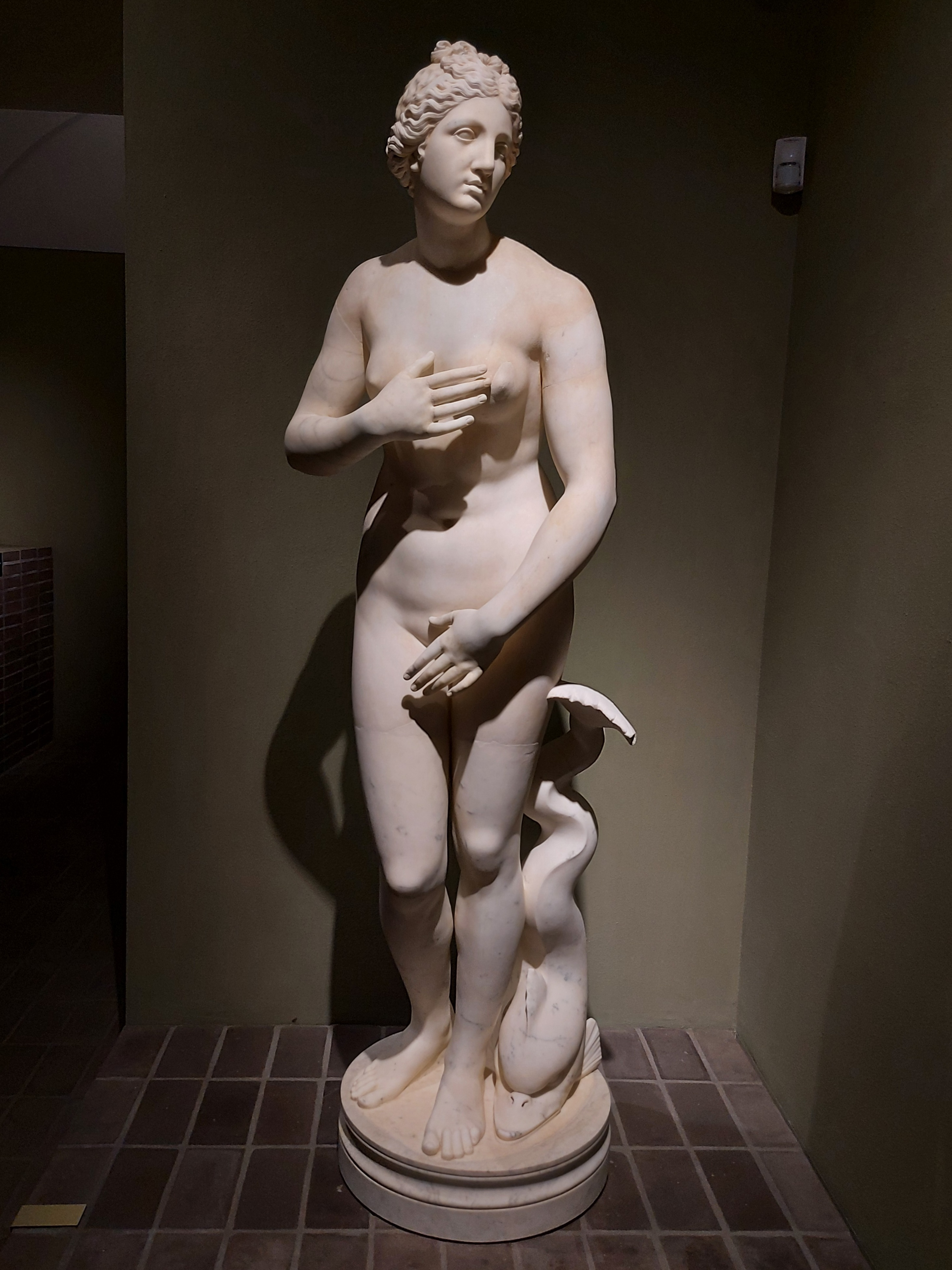
Venere Cesarini

- Altare neoattico con divinità, marmo bianco, collezione Torlonia presso la Fondazione omonima di villa Albani a porta Salaria, Roma
- Busto di Agrippina Maggiore, marmo bianco, collezione Torlonia presso la Fondazione omonima di villa Albani a porta Salaria, Roma
- Busto di Commodo, marmo bianco, collezione Torlonia presso la Fondazione omonima di villa Albani a porta Salaria, Roma
- Busto di divinità (cosiddetta Livia), marmo bianco, collezione Torlonia presso la Fondazione omonima di villa Albani a porta Salaria, Roma
- Busto di Giulia Domna, marmo bianco, collezione Torlonia presso la Fondazione omonima di villa Albani a porta Salaria, Roma
- Busto di Settimio Vero, marmo bianco, collezione Torlonia presso la Fondazione omonima di villa Albani a porta Salaria, Roma
- Busto femminile (cosiddetto Aquilia Severa o Julia Maesa), marmo bianco, collezione Torlonia presso la Fondazione omonima di villa Albani a porta Salaria, Roma
- Busto femminile (cosiddetto Elena Fausta), marmo bianco, collezione Torlonia presso la Fondazione omonima di villa Albani a porta Salaria, Roma
- Monumento a Kline con figura femminile giacente, marmo bianco, collezione Torlonia presso la Fondazione omonima di villa Albani a porta Salaria, Roma
- Sarcofago con indiani e Trionfo di Dionisio, marmo bianco, collezione Torlonia presso la Fondazione omonima di villa Albani a porta Salaria, Roma
- Statua di cariatide tipo Eleusi, marmo bianco, collezione Torlonia presso la Fondazione omonima di villa Albani a porta Salaria, Roma
- Statua di Venere Cesarini, marmo bianco, collezione Torlonia presso la Fondazione omonima di villa Albani a porta Salaria, Roma
- Testa di giovane (cosiddetto detto Tolomeo), marmo bianco, collezione Torlonia presso la Fondazione omonima di villa Albani a porta Salaria, Roma

#### Provenienza Giustiniani

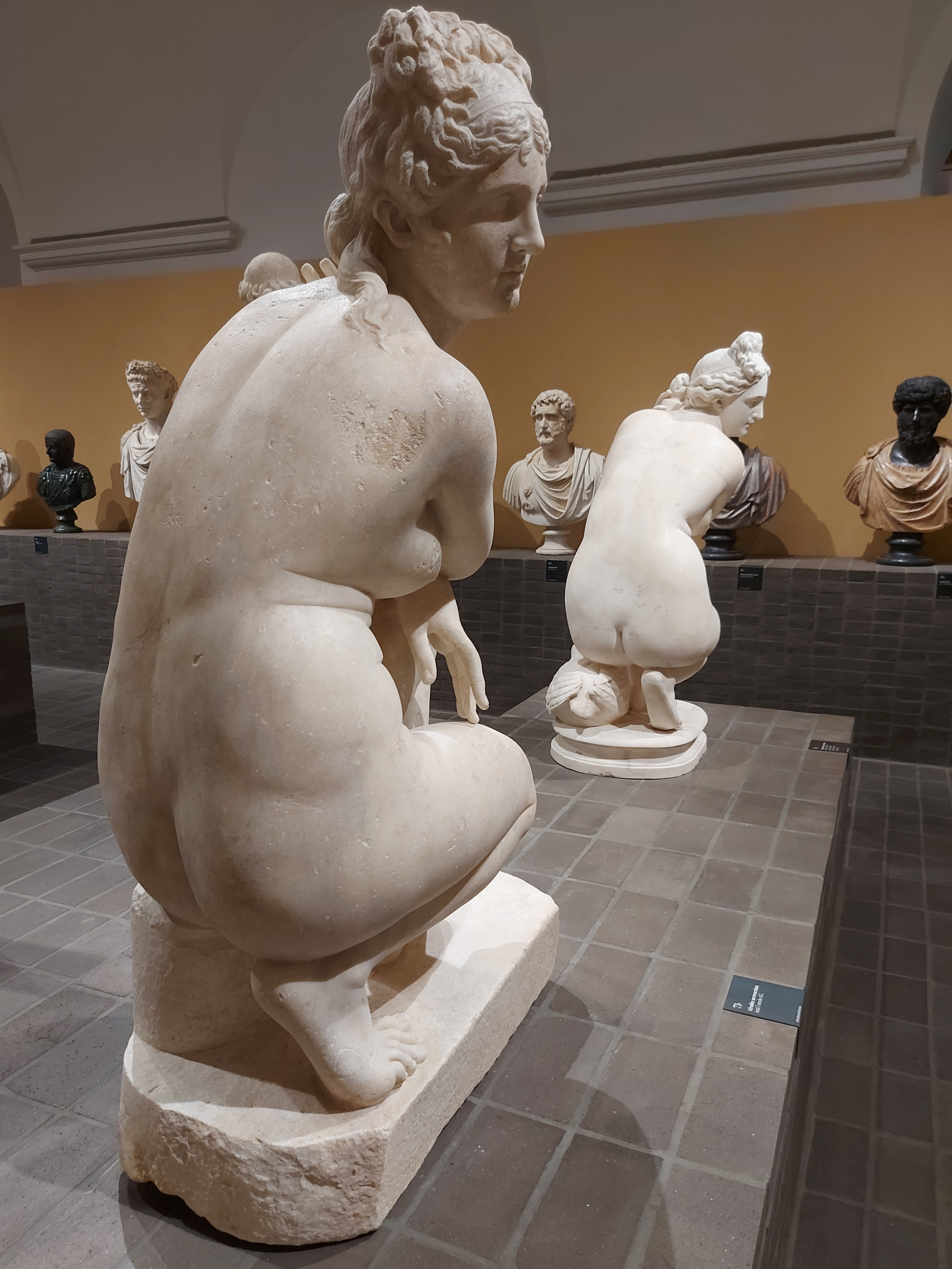
Statua di Afrodite accovacciata (vista su entrambe le versioni)

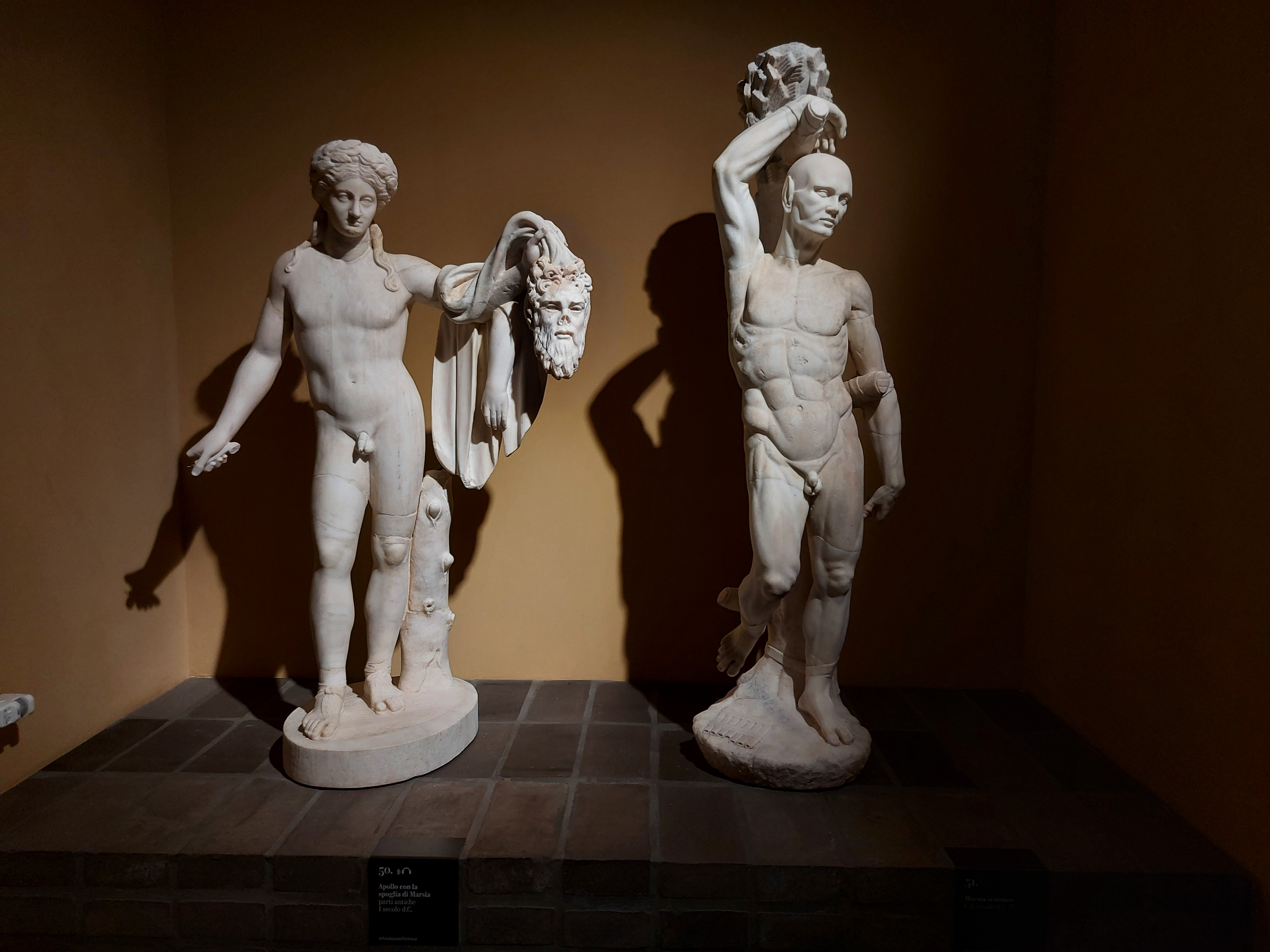
Statuetta di Apollo con la spoglia di Marsia (sx) e Marsia scorticato (dx)

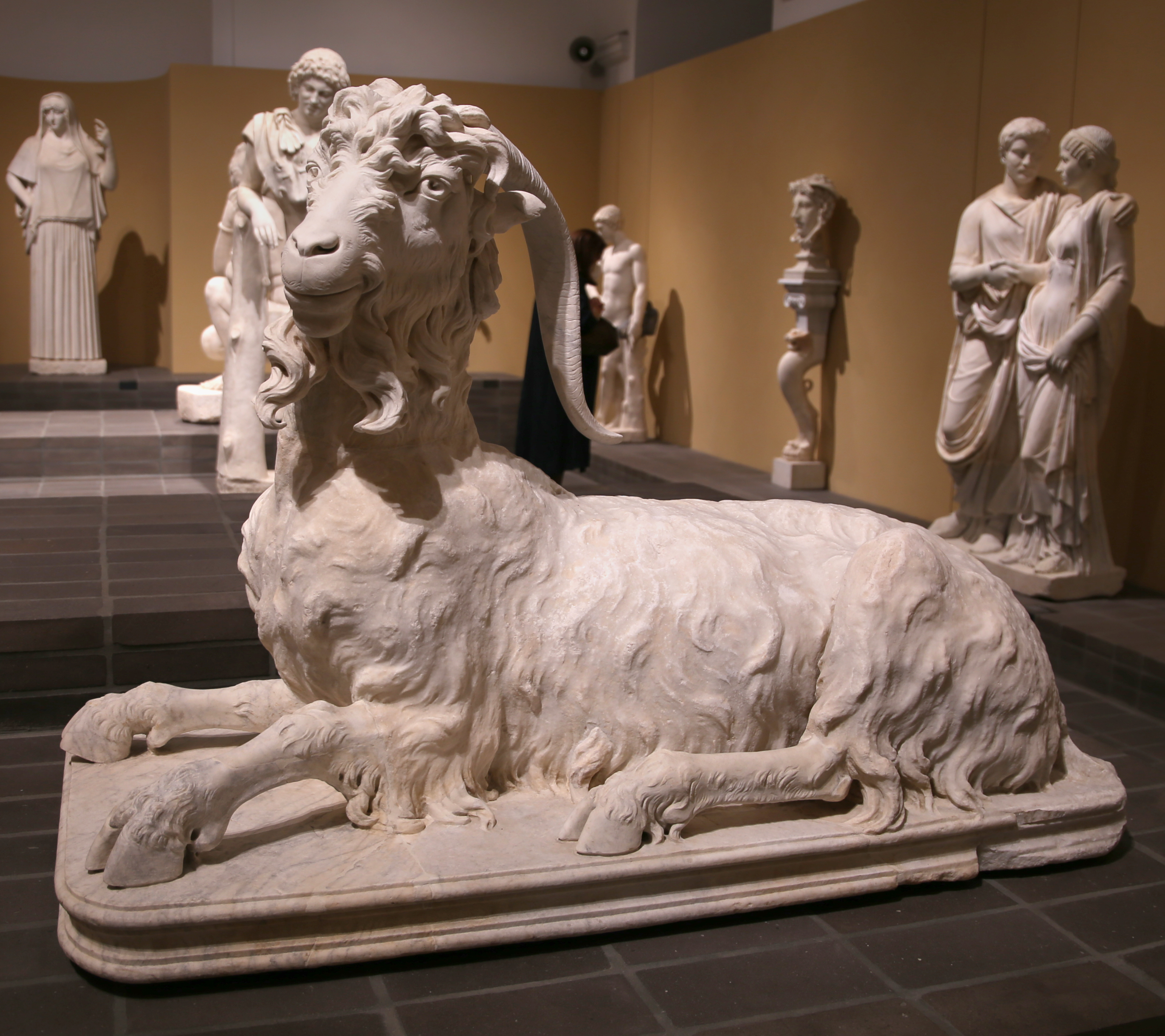
Statua di caprone

- Bacco, marmo, h 160 cm con la base, collezione Torlonia presso la Fondazione omonima di villa Albani a porta Salaria, Roma
- Busto colossale di Claudio, I secolo d.C., marmo greco e italico, collezione Torlonia presso la Fondazione omonima di villa Albani a porta Salaria, Roma
- Busto di Antonino Pio, 138–161 d.C. ca., marmo pentelico e marmo lunense, collezione Torlonia presso la Fondazione omonima di villa Albani a porta Salaria, Roma
- Busto di Antonino Pio, 150–160 d.C., marmo bianco, collezione Torlonia presso la Fondazione omonima di villa Albani a porta Salaria, Roma
- Busto di Augusto, I secolo d.C., marmo pentelico e lunense, collezione Torlonia presso la Fondazione omonima di villa Albani a porta Salaria, Roma
- Busto di Flavia Domitilla, marmo bianco, collezione Torlonia presso la Fondazione omonima di villa Albani a porta Salaria, Roma
- Busto di giovane principe (detto Romolo Augustolo), 140–150 d.C. ca., marmo greco, collezione Torlonia presso la Fondazione omonima di villa Albani a porta Salaria, Roma
- Busto di Plautilla, III secolo d.C., marmo lunense, collezione Torlonia presso la Fondazione omonima di villa Albani a porta Salaria, Roma
- Busto di Patrizio Torlonia (cosiddetto detto Vecchio da Otricoli), I secolo d.C., collezione Torlonia presso la Fondazione omonima di villa Albani a porta Salaria, Roma
- Busto di Satiro ebbro (tipo Ercolano), I secolo d.C., marmo docimium, collezione Torlonia presso la Fondazione omonima di villa Albani a porta Salaria, Roma
- Busto di Severo Alessandro, 220–230 d.C., marmo bianco, collezione Torlonia presso la Fondazione omonima di villa Albani a porta Salaria, Roma
- Busto di Traiano, II secolo d.C., marmo lunense, collezione Torlonia presso la Fondazione omonima di villa Albani a porta Salaria, Roma
- Busto femminile (detto Giulia di Tito), I secolo d.C. marmo bianco, collezione Torlonia presso la Fondazione omonima di villa Albani a porta Salaria, Roma
- Busto maschile (detto Cesare), I secolo a.C., marmo bianco, collezione Torlonia presso la Fondazione omonima di villa Albani a porta Salaria, Roma
- Ercole, bronzo, h 64,5 cm con la base, collezione Torlonia presso la Fondazione omonima di villa Albani a porta Salaria, Roma
- Eros con arco, II secolo d.C., marmo bianco, collezione Torlonia presso la Fondazione omonima di villa Albani a porta Salaria, Roma
- Fauno Giustiniani (×2), I secolo d.C., marmo bianco, collezione Torlonia presso la Fondazione omonima di villa Albani a porta Salaria, Roma
- Gruppo di Afrodite ed Eros con mostro marino, II secolo d.C., marmo bianco, collezione Torlonia presso la Fondazione omonima di villa Albani a porta Salaria, Roma
- Gruppo di due coniugi, II secolo d.C., marmo lunense con integrazioni in bardiglio, collezione Torlonia presso la Fondazione omonima di villa Albani a porta Salaria, Roma
- Marsia scorticato, I secolo d.C., marmo, collezione Torlonia presso la Fondazione omonima di villa Albani a porta Salaria, Roma
- Fanciullo con l’oca, II secolo d.C., marmo greco, grigiastro e bianco, collezione Torlonia presso la Fondazione omonima di villa Albani a porta Salaria, Roma
- Ritratto di Flavia Domitilla (detta Messalinafine), del I secolo d.C., marmo bianco, collezione Torlonia presso la Fondazione omonima di villa Albani a porta Salaria, Roma
- Ritratto maschile, detto Eutidemo di Battriana, III-II secolo a.C., marmo, collezione Torlonia presso la Fondazione omonima di villa Albani a porta Salaria, Roma
- Statua del dio Nilo, 70-100 d.C., marmo grigio, collezione Torlonia presso la Fondazione omonima di villa Albani a porta Salaria, Roma
- Statua di Afrodite accovacciata, replica del tipo Doidalsas, I secolo d.C., marmo greco, collezione Torlonia presso la Fondazione omonima di villa Albani a porta Salaria, Roma
- Statua di Afrodite accovacciata, replica del tipo Doidalsas, I secolo d.C., marmo bianco, collezione Torlonia presso la Fondazione omonima di villa Albani a porta Salaria, Roma (con testa moderna attribuita a Pietro Bernini)
- Statua di caprone, I secolo d.C., marmo bianco, collezione Torlonia presso la Fondazione omonima di villa Albani a porta Salaria, Roma (con testa attribuita a Gian Lorenzo Bernini)
- Statua di Ercole con la pelle di leone e pomi delle Esperidi (pastiche), marmo pentelico, marmo lunense e proconnesio, collezione Torlonia presso la Fondazione omonima di villa Albani a porta Salaria, Roma
- Statua di Guerriero che si ripara, età imperiale-II secolo d.C., marmo bianco, collezione Torlonia presso la Fondazione omonima di villa Albani a porta Salaria, Roma
- Statua di Hestia Giustiniani, 120–140 d.C. ca., marmo pario, collezione Torlonia presso la Fondazione omonima di villa Albani a porta Salaria, Roma
- Statua di Iside Pelagia restaurata come Cerere, III secolo d.C., marmo bigio morato e marmo pentelico, collezione Torlonia presso la Fondazione omonima di villa Albani a porta Salaria, Roma
- Statua di Iside restaurata come Cerere, III secolo d.C., marmo bigio morato e marmo bianco, collezione Torlonia presso la Fondazione omonima di villa Albani a porta Salaria, Roma
- Statua di Meleagro, I secolo d.C. corpo, età imperiale torso, marmo microasiatico, marmo di Thasos, marmo bianco, collezione Torlonia presso la Fondazione omonima di villa Albani a porta Salaria, Roma
- Statua di Satiro in riposo, 110 d.C., marmo bianco, collezione Torlonia presso la Fondazione omonima di villa Albani a porta Salaria, Roma
- Statua di Satiro in riposo, 150 d.C., marmo pentelico, collezione Torlonia presso la Fondazione omonima di villa Albani a porta Salaria, Roma
- Statua di Sileno tipo Cesi, I secolo d.C., marmo greco e lunense, collezione Torlonia presso la Fondazione omonima di villa Albani a porta Salaria, Roma
- Statuetta di Artemide Efesia, II secolo d.C., collezione Torlonia presso la Fondazione omonima di villa Albani a porta Salaria, Roma
- Statuetta di Apollo con la spoglia di Marsia, I secolo d.C., marmo pentelico, bianco, collezione Torlonia presso la Fondazione omonima di villa Albani a porta Salaria, Roma
- Statuetta di Marsia scuoiato, I–II secolo d.C., marmo bianco, collezione Torlonia presso la Fondazione omonima di villa Albani a porta Salaria, Roma
- Testa di Medusa tipo Rondanini, su trapezoforo a testa di grifo, II secolo d.C., marmo bianco, collezione Torlonia presso la Fondazione omonima di villa Albani a porta Salaria, Roma
- Testa di Medusa tipo Rondanini su trapezoforo a testa di leone, XVII secolo, marmo bianco, collezione Torlonia presso la Fondazione omonima di villa Albani a porta Salaria, Roma
- Vaso (o cratere) con corteo dionisiaco, I secolo d.C., marmo pentelico e marmo italico (la base), collezione Torlonia presso la Fondazione omonima di villa Albani a porta Salaria, Roma

#### Provenienza scavi sui feudi Torlonia o altre acquisizioni

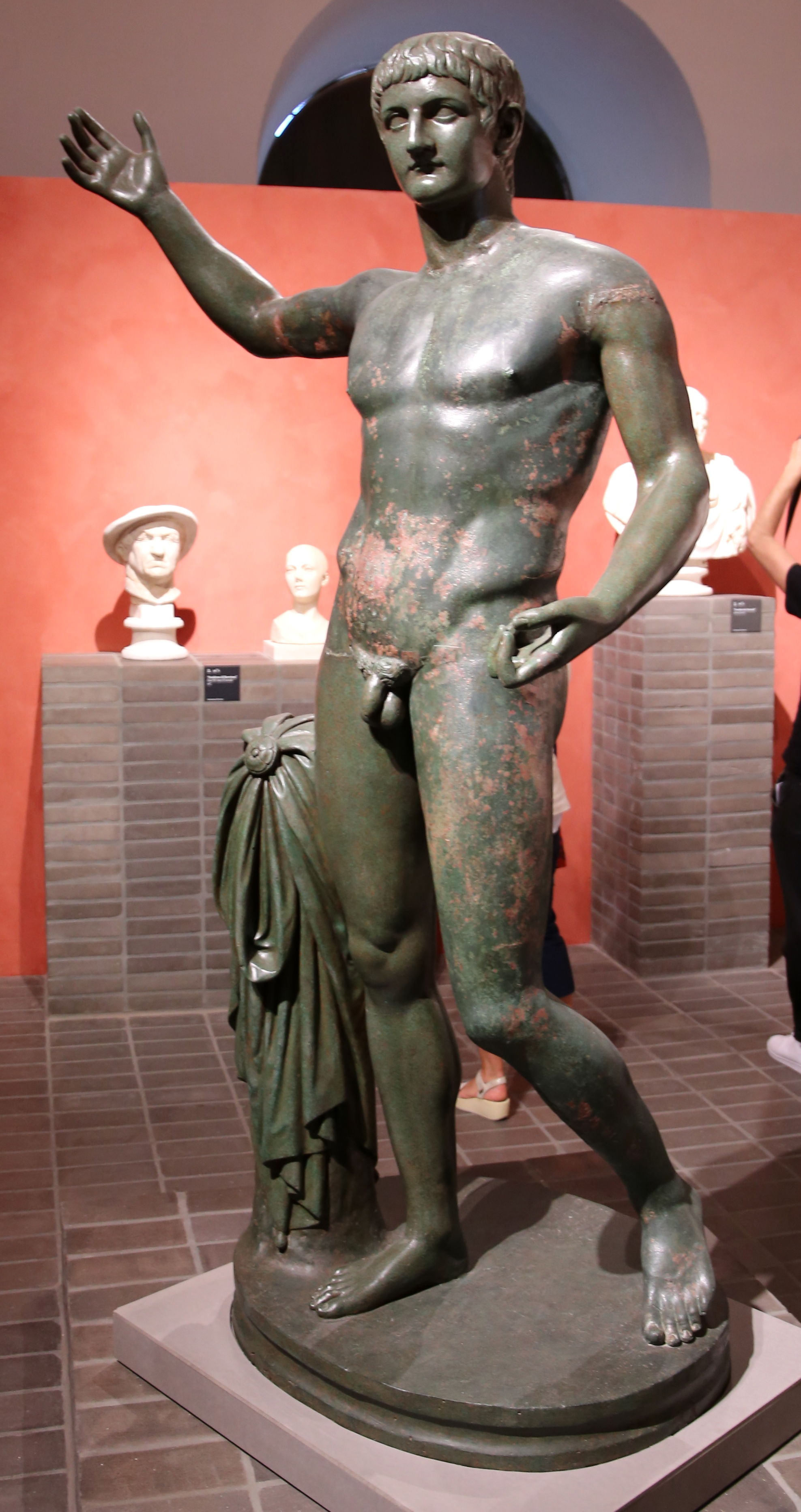
Statua di Germanico

- Busto con ritratto femminile (cosiddetta Aquilia Severa o Giulia Mesa), marmo bianco, collezione Torlonia presso la Fondazione omonima di villa Albani a porta Salaria, Roma
- Busto di Lucio Vero, marmo bianco, collezione Torlonia presso la Fondazione omonima di villa Albani a porta Salaria, Roma
- Busto di Marco Aurelio, marmo bianco, collezione Torlonia presso la Fondazione omonima di villa Albani a porta Salaria, Roma
- Busto di Pompeo il Grande, marmo bianco, collezione Torlonia presso la Fondazione omonima di villa Albani a porta Salaria, Roma
- Busto di Salonina Matidia (cosiddetta Plotina), marmo bianco, collezione Torlonia presso la Fondazione omonima di villa Albani a porta Salaria, Roma
- Busto maschile con elmo (cosiddetto Atena Cesarini), marmo e basanite, collezione Torlonia presso la Fondazione omonima di villa Albani a porta Salaria, Roma
- Leda e il cigno, 180 d. C., collezione Torlonia presso la Fondazione omonima di villa Albani a porta Salaria, Roma
- Nilo Cesarini, marmo bianco, collezione Torlonia presso la Fondazione omonima di villa Albani a porta Salaria, Roma
- Ninfa (cosiddetta Invito alla danza), marmo bianco, collezione Torlonia presso la Fondazione omonima di villa Albani a porta Salaria, Roma
- Rilievo di Porto con bassorilievo di veduta del Portus Augusti, marmo bianco, collezione Torlonia presso la Fondazione omonima di villa Albani a porta Salaria, Roma
- Rilievo votivo attico, marmo bianco, collezione Torlonia presso la Fondazione omonima di villa Albani a porta Salaria, Roma
- Sarcofago a colonne decorato con fatiche di Ercole e con coperchio con coppia di defunti distesa, marmo bianco, collezione Torlonia presso la Fondazione omonima di villa Albani a porta Salaria, Roma
- Sarcofago con centurione Lucio Pullius Peregrinus, marmo bianco, collezione Torlonia presso la Fondazione omonima di villa Albani a porta Salaria, Roma
- Sarcofago con coperchio decorato con fatiche di Ercole, marmo bianco, collezione Torlonia presso la Fondazione omonima di villa Albani a porta Salaria, Roma
- Sarcofago strigilato con leoni, marmo bianco, collezione Torlonia presso la Fondazione omonima di villa Albani a porta Salaria, Roma
- Sarcofago Torlonia, marmo, collezione Torlonia presso la Fondazione omonima di villa Albani a porta Salaria, Roma
- Statua di Atena (tipo Giustiniani), 140–180 d.C., marmo greco insulare e marmo italico, collezione Torlonia presso la Fondazione omonima di villa Albani a porta Salaria, Roma (provenienza Pio)
- Statua di Atleta (tipo Amelung), marmo bianco, collezione Torlonia presso la Fondazione omonima di villa Albani a porta Salaria, Roma
- Statua di Atleta cosiddetto Versatore d'olio (tipo Dresda-Pitti), 80-120 d.C., marmo bianco, collezione Torlonia presso la Fondazione omonima di villa Albani a porta Salaria, Roma
- Statua di Atleta Torlonia (Statua virile, replica del Diadumenos di Policleto), marmo bianco, collezione Torlonia presso la Fondazione omonima di villa Albani a porta Salaria, Roma
- Statua di Dacio Prigioniero, marmo bianco, collezione Torlonia presso la Fondazione omonima di villa Albani a porta Salaria, Roma
- Statua di Eirene e Ploutos di Kephisodotos, marmo bianco, collezione Torlonia presso la Fondazione omonima di villa Albani a porta Salaria, Roma
- Statua di Filosofo seduto (detto Crisippo Cesarini), I secolo d.C., marmo bianco, collezione Torlonia presso la Fondazione omonima di villa Albani a porta Salaria, Roma
- Statua di Germanico, bronzo, collezione Torlonia presso la Fondazione omonima di villa Albani a porta Salaria, Roma
- Statua di Ninfa o Menade (cosiddetta Baccante Carpi), marmo bianco, collezione Torlonia presso la Fondazione omonima di villa Albani a porta Salaria, Roma (provenienza Rodolfo Pio)
- Statua di Satiro, marmo bianco, collezione Torlonia presso la Fondazione omonima di villa Albani a porta Salaria, Roma
- Testa di fanciulla da Vulci, marmo bianco, collezione Torlonia presso la Fondazione omonima di villa Albani a porta Salaria, Roma

### Dipinti e sculture

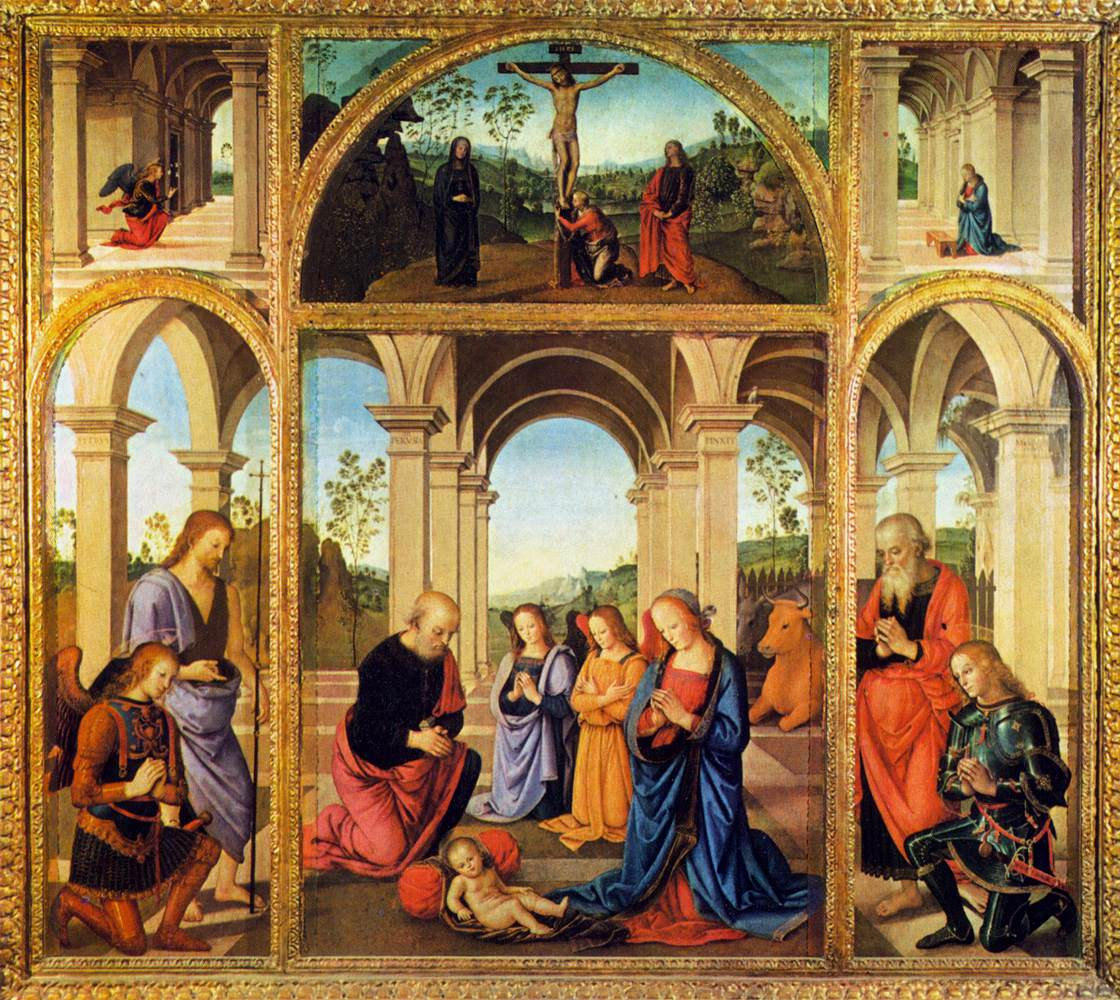
Pietro Perugino, Polittico Albani

### Dipinti e sculture[27]

#### Provenienza Albani
- Baciccio, Ritratto di papa Clemente XI, post 1700., olio su tela, 80×70 cm, villa Albani, Roma
- Francesco Cairo (copia da), San Sebastiano curato dalle pie donne, olio su tela, già villa Albani fino al 1870, Roma (trafugato, oggi non rintracciato)
- Annibale Carracci (o Ludovico), Cristo coronato di spine, villa Albani, Roma
- Ludovico Antonio David, Ritratto di papa Innocenzo XII, 1691, olio su tela, villa Albani, Roma
- Pier Leone Ghezzi (attribuzione), Resurrezione di Lazzaro, 1712 ca., olio su tela, villa Albani, Roma
- Giampietrino (attribuito), Madonna del Giglio, secondo-terzo decennio del XVI secolo, olio su tavola, villa Albani, Roma
- Luca Giordano, Baccanale di putti con asino e capra, 1663-1665, olio su tela, villa Albani, Roma
- Luca Giordano, Baccanale di putto con pozzo, 1663-1665, olio su tela, villa Albani, Roma
- Guercino, San Luca, terzo decennio del XVII secolo, olio su tela, villa Albani, Roma
- Hans Holbein (copia da), Ritratto di Tommaso Moro, post 1527, olio su tavola, villa Albani, Roma (copia del dipinto della Frick Collection di New York)
- Gerrit van Honthorst (o Matthias Stomer), Decollazione del Battista, 1640 ca., olio su tela, villa Albani, Roma
- Ignoto fiammingo caravaggesco, Carità romana, 1628 ca., olio su tela, villa Albani, Roma
- Ignoto toscano del XVI secolo, Ritratto di un antenato di Raffaello, XVI secolo, olio su tavola, villa Albani, Roma
- Benedetto Luti, San Pio V consegna la terra di Roma all'ambasciatore polacco, 1712, olio su tela, Galleria nazionale d'arte antica di palazzo Barberini, Roma
- Maestranze varie, Tavolo su trapezofori, porfido, marmo bianco e marmo africano, villa Albani, Roma
- Carlo Maratta, Transito della Vergine, 1687, olio su tela, villa Albani, Roma
- Ludovico Mazzanti (attribuito a), Ritratto di Alessandro Albani a mezzo busto, 1721-1724, olio su tela, villa Albani, Roma
- Pietro Nelli, Ritratto di Orazio Albani (fratello di papa Clemente XI), secondo decennio del XVIII secolo, olio su tela, villa Albani, Roma
- Lambert van Noort, Carità, 1558-1559, olio su tavola, villa Albani, Roma
- Marco d'Oggiono, Madonna col Bambino, villa Albani, Roma
- Pietro Perugino, Polittico Albani, tempera su tavola, 174×88 cm, 1491, villa Albani, Roma
- Raffaello (copia da), Trasfigurazione di Cristo, XVI secolo, olio su tavola, villa Albani, Roma (copia del dipinto alla Pinacoteca Vaticana)
- Guido Reni, Madonna addolorata, 1617-1618 ca., olio su tela, già villa Albani, Roma (oggi non rintracciato)
- Guido Reni, Testa di vecchio, terzo-quarto decennio del XVII secolo, olio su tela, villa Albani, Roma
- Guido Reni, Bacco e Arianna, 1620 ca., olio su tela, villa Albani, Roma (copia del dipinto a Los Angeles)
- Peter Paul Rubens, Cristo crocifisso, secondo decennio del XVII secolo, villa Albani, Roma
- Peter Paul Rubens (cerchia di), Ritratto di Sigismondo III re di Polonia e Svezia, olio su tela, villa Albani, Roma
- Sassoferrato (attribuito), Madonna dei Garofani, olio su rame, villa Albani, Roma (copia del dipinto di Raffaello alla National Gallery di Londra)
- Adriaen van der Werff, Deposizione, 1703-1704 ca., olio su tavola, villa Albani, Roma
- Gaspar van Wittel, Veduta del bacino di San Marco verso il Canal Grande a Venezia, primo-secondo decennio del XVIII secolo, olio su tela, villa Albani, Roma

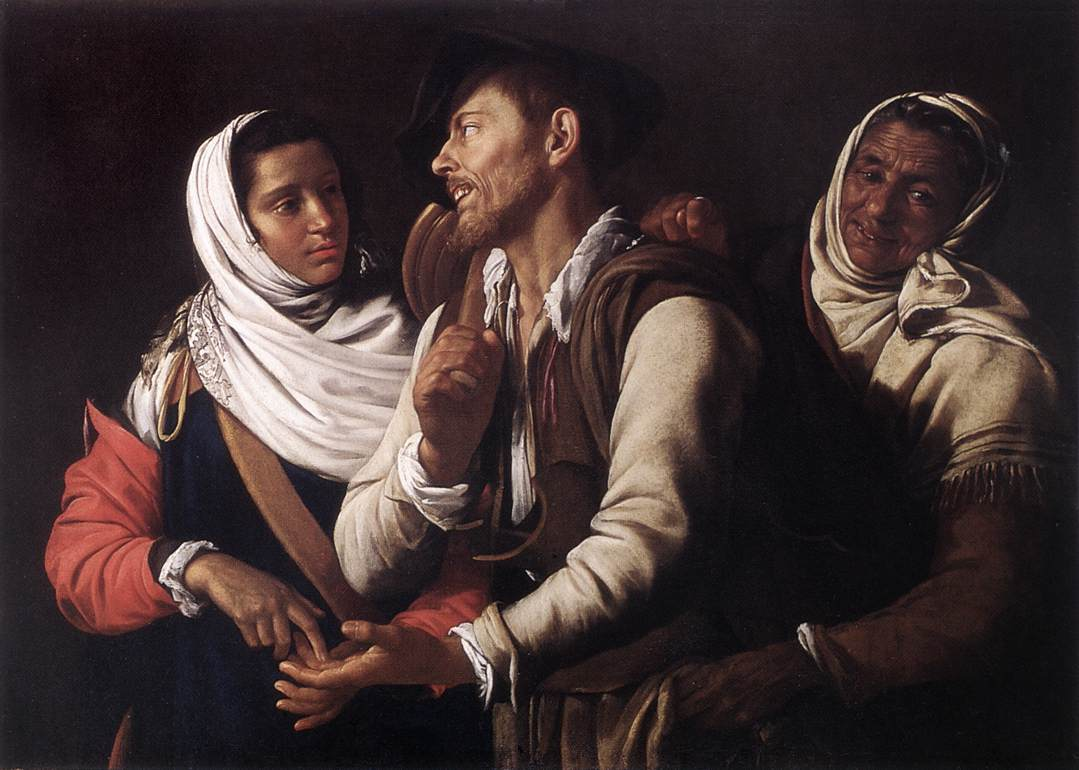
Simon Vouet, Buona ventura

- Gaspar van Wittel, Veduta del molo, della piazzetta e del palazzo Ducale a Venezia, primo-secondo decennio del XVIII secolo, olio su tela, villa Albani, Roma
- Gaspar van Wittel, Veduta di palazzo Albani alle Quattro Fontane, 1720 ca., olio su tela, villa Albani, Roma
- Gaspar van Wittel, Veduta di Soriano nel Cimino, 1716 ca., olio su tela, villa Albani, Roma

#### Provenienza Cassiano dal Pozzo
- Bernardino Lanino, Ritratto di Cassiano dal Pozzo senior, olio su tavola, 104×74,5 cm, XVI secolo, Pinacoteca capitolina, Roma
- Simon Vouet, Buona ventura, olio su tela, 95×135 cm, 1617, Galleria nazionale d'arte antica, Roma

#### Provenienza Valenti Gonzaga

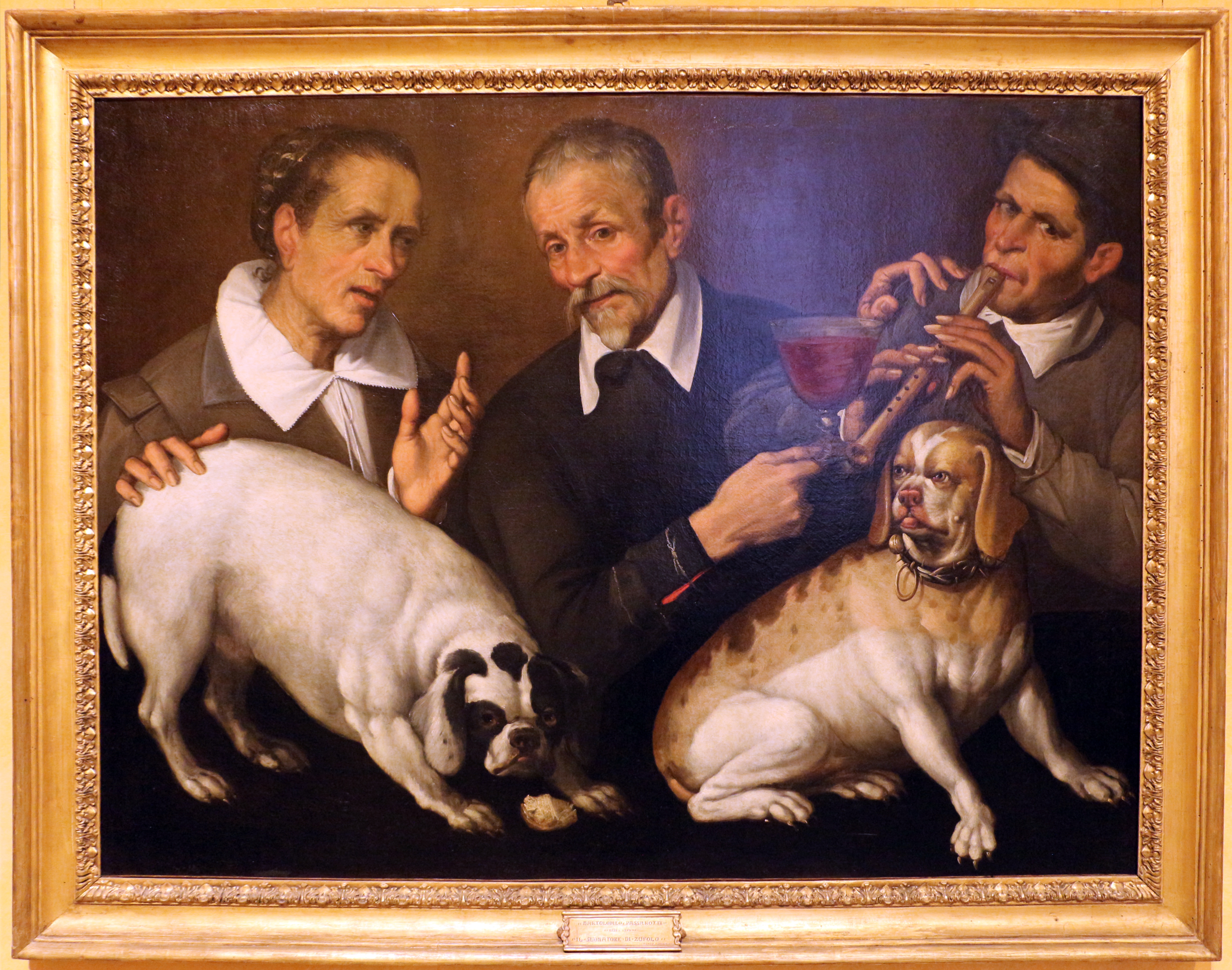
Bartolomeo Passerotti, Suonatore di zufolo (allegoria dei sensi)

- Federico Barocci, Madonna del Garofano (copia da Raffaello), olio su tavola, 28,5×23 cm, XVI secolo, Galleria nazionale d'arte antica di Palazzo Barberini, Roma
- Orazio Borgianni, Autoritratto, olio su tela, 55×39 cm, 1615, Galleria nazionale d'arte antica di Palazzo Barberini, Roma
- Adriaen Frans Boudewijns e Pieter Bout, Porto fluviale con figure, olio su tavola, 19,5×25 cm, XVIII secolo, Galleria nazionale d'arte antica di Palazzo Barberini, Roma
- Giuliano Bugiardini, Leone X con i due cardinali Giulio de' Medici e Innocenzo Cybo (copia del modello di Raffaello con la variazione di una figura ritratta[28]), olio su tela, 157×117,5 cm, 1519-1520 circa, Galleria nazionale d'arte antica di Palazzo Barberini, Roma
- Simone Cantarini (?), Ritratto di monaca, olio su tela, 63,3×49,5 cm, Galleria nazionale d'arte antica di Palazzo Barberini, Roma
- Annibale Carracci, Tabernacolo portatile con la Pietà, santa Cecilia, sant'Ermenegildo e scene di martirio (esterno: san Michele, l'Angelo guardiano, Cristo e Dio Padre), olio su rame e tavola, 43,8×31,2 cm, Galleria nazionale d'arte antica di Palazzo Barberini, Roma
- Michelangelo Cerquozzi (attribuito), Abbeveratoio, olio su rame, 49×43 cm, 1630-1640, Galleria nazionale d'arte antica di Palazzo Barberini, Roma
- Correggio (copia da), Maddalena che legge, olio su rame, 28×37 cm, XVI secolo, Galleria nazionale d'arte antica di Palazzo Barberini, Roma
- Louis Cousin, Ritratto del marchese Giacomo Antonio Barthos, vicerè di Milano, olio su tela, 226×161 cm, 1652, Galleria nazionale d'arte antica di Palazzo Barberini, Roma
- Hans Holbein il Giovane, Ritratto di Enrico VIII, olio su tavola, 88,5×74,5 cm, 1540, Galleria nazionale d'arte antica di Palazzo Barberini, Roma
- Ignoto di scuola francese (copia da Leonardo da Vinci), Ritratto di donna (cosiddetta Gioconda), olio su tela, 70,4×50,5 cm, 1520-1550, Galleria nazionale d'arte antica di Palazzo Barberini, Roma (in deposito presso palazzo di Montecitorio)
- Ignoto di scuola francese (copia da Jacob Ferdinand Voet), Ritratto di Olimpia Pamphilj, principessa di Rossano, olio su tela, 75×62 cm, XVII secolo, Galleria nazionale d'arte antica di Palazzo Barberini, Roma
- Ignoto di scuola veneta, Ritratto di filosofo, olio su tela, 91×78,5 cm, XVI secolo, Galleria nazionale d'arte antica di Palazzo Barberini, Roma (in deposito all'Accademia dei Lincei)
- Ignoto di scuola veneta (copia da Lorenzo Lotto), Triplice ritratto di Bartolomeo Carpan, olio su tavola, 57×74,5 cm, XVI secolo, Galleria nazionale d'arte antica di Palazzo Barberini, Roma
- Pieter van Laer, Contadini presso una fontana, olio su tela, 49,5×38,5 cm, XVII secolo, Galleria nazionale d'arte antica di Palazzo Corsini, Roma
- Pieter van Laer (seguace di, Johannes Lingelbach?), Giocatori di morra, olio su tela, 49,5×38,5 cm, XVII secolo, Galleria nazionale d'arte antica di Palazzo Corsini, Roma
- Maestro dei Mestieri (o Johannes Lingelbach?), Venditore di acquavite, olio su tela, 49,5×38,5 cm, XVII secolo, Galleria nazionale d'arte antica di Palazzo Corsini, Roma
- Maestro dei Mestieri (o Johannes Lingelbach?), Venditore di tabacco, olio su tela, 49,5×38,5 cm, XVII secolo, Galleria nazionale d'arte antica di Palazzo Corsini, Roma
- Bartolomeo Manfredi, Bacco e un bevitore, olio su tela, 132×96 cm, 1600-1610, Galleria nazionale d'arte antica di Palazzo Barberini, Roma
- Simon Marmion, Crocifissione, Galleria nazionale d'arte antica di Palazzo Barberini, Roma
- Hans Memling (copia da), Vergine in preghiera, Galleria nazionale d'arte antica di Palazzo Barberini, Roma
- Théobald Michau, Porto fluviale con figure, 1720-1730, Galleria nazionale d'arte antica di Palazzo Barberini, Roma
- Giovanni Maria Morandi (attribuito), Ecce Homo, olio su rame, 53,5×68 cm, 1690, Galleria nazionale d'arte antica di Palazzo Barberini, Roma
- Paulus Moreelse, Autoritratto con cappello, Galleria nazionale d'arte antica di Palazzo Barberini, Roma
- Pietro Novelli, Ritratto di fanciullo (san Giovannino?), olio su tela, 43,5×31,5 cm, XVII secolo, Galleria nazionale d'arte antica di Palazzo Barberini, Roma
- Bartolomeo Passerotti, Suonatore di zufolo (allegoria dei sensi), olio su tela, 95×127 cm, 1585-1590, Galleria nazionale d'arte antica di Palazzo Barberini, Roma
- Cornelis van Poelenburgh, Paesaggio con armenti e pastore, olio su rame, 17×22 cm, XVII secolo, Galleria nazionale d'arte antica di Palazzo Barberini, Roma
- Scipione Pulzone, Ritratto del cardinal Ricci, olio su tavola, 65×50 cm, Galleria nazionale d'arte antica di Palazzo Barberini, Roma
- Jan Pynas, Fuga in Egitto, olio su rame, 17×32 cm, XVII secolo, Galleria nazionale d'arte antica di Palazzo Barberini, Roma
- Raffaello (copia di Sebastiano del Piombo?), Ritratto di papa Giulio II, olio su tela, 111×91,3 cm, sec. XVI, Galleria nazionale d'arte antica di Palazzo Barberini, Roma
- Jusepe de Ribera (copia da), Compianto su Cristo morto, olio su tela, 141×201 cm, XVII secolo, Galleria nazionale d'arte antica di Palazzo Barberini, Roma
- Giulio Romano (attribuito a), Ritratto di Baldassarre Castiglione (copia da Raffaello con varianti), olio su tavola, 54×42 cm, XVI secolo, Galleria nazionale d'arte antica di Palazzo Barberini, Roma
- Velazquez (copia da), Ritratto di papa Innocenzo X, olio su tela, 61,5×49 cm, XVII secolo, Galleria nazionale d'arte antica di Palazzo Barberini, Roma (in deposito a palazzo Chigi)
- Johannes Cornelisz Verspronck (attribuito a), Ritratto di dama, olio su tela, 59×44 cm, XVII secolo, Galleria nazionale d'arte antica di Palazzo Barberini, Roma
- Johannes Cornelisz Verspronck (attribuito a), Ritratto di uomo (detto lo sposo), olio su tela, 78,5×67,5 cm, 1640, Galleria nazionale d'arte antica di Palazzo Barberini, Roma

#### Provenienza committenza Torlonia o altre acquisizioni

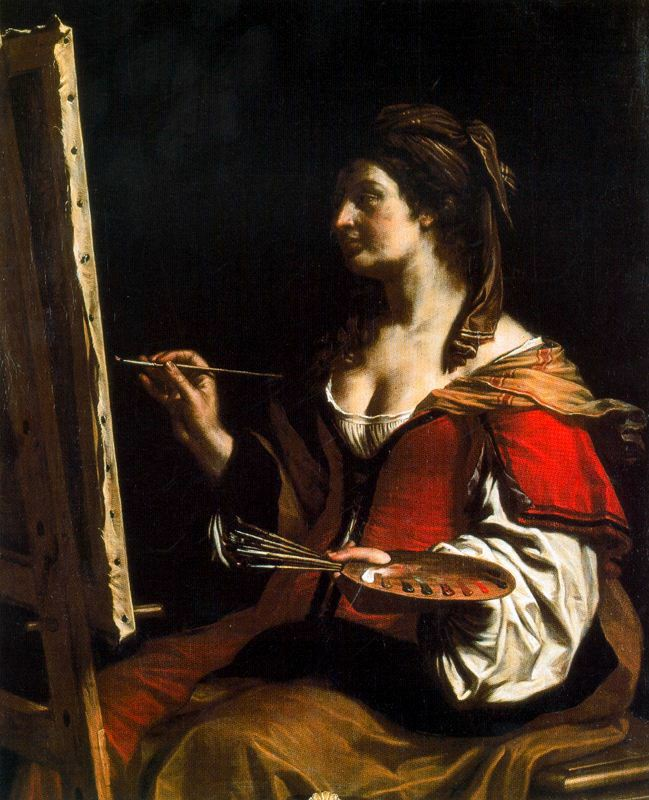
Cesare Gennari, Allegoria della pittura

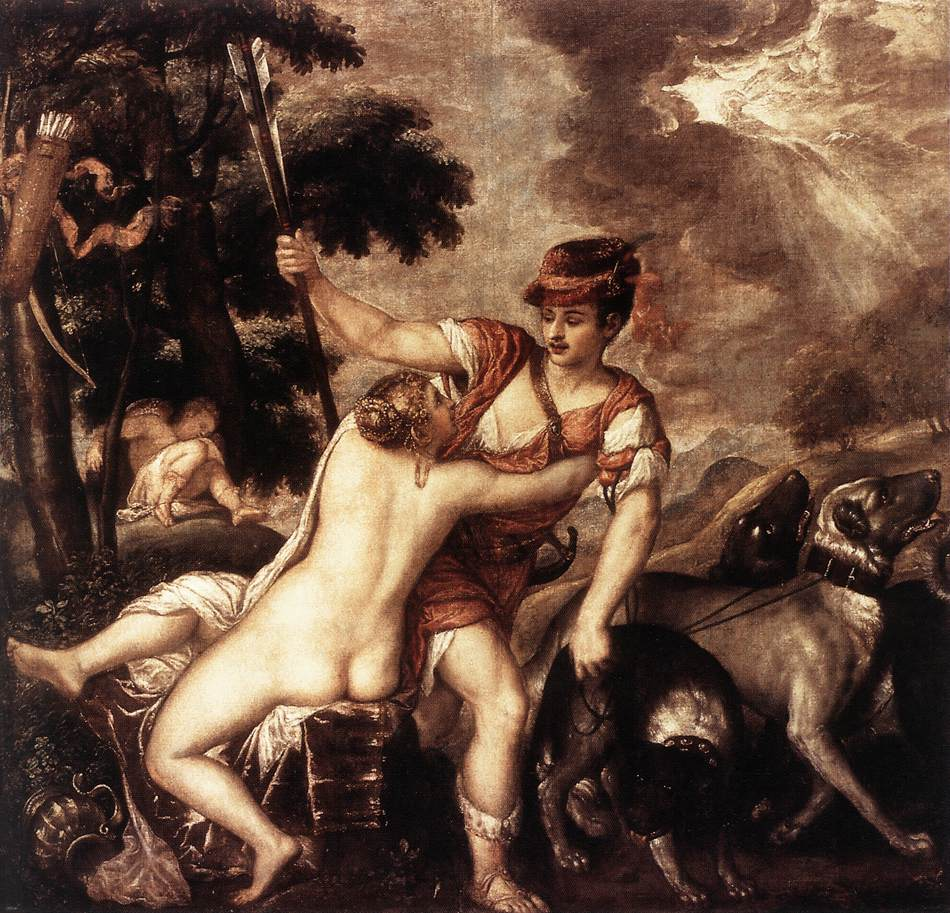
Tiziano, Venere e Adone

- Jan Frans van Bloemen, Paesaggio con figure (cosiddetto il Mattino), olio su tela, 100×137,5 cm, 1720-1730, Galleria nazionale d'arte antica di Palazzo Barberini, Roma
- Jan Frans van Bloemen, Paesaggio con figure (cosiddetto la Sera), olio su tela, 100,5×137,5 cm, 1720-1730, Galleria nazionale d'arte antica di Palazzo Barberini, Roma
- Antonio Canova, Ercole e Lica, marmo bianco, h. 335 cm, 1795-1815, Galleria Nazionale d'Arte Moderna, Roma
- Antonio Canova (attribuito a), Giovanni e Anna Maria Torlonia e Canova, Museo di Roma a Palazzo Braschi, Roma
- Angelo Caroselli, Vanitas, olio su tavola, 50×37 cm, 1620-1625, Galleria nazionale d'arte antica di Palazzo Barberini, Roma
- Annibale Carracci (attribuito a), Ritratto di giovane, olio su tela, 50,5×39 cm, XVI secolo, Galleria nazionale d'arte antica di Palazzo Barberini, Roma
- Giovanni Benedetto Castiglione, Venere dormiente e amorini, olio su rame, 17×23 cm, XVII secolo, Galleria nazionale d'arte antica di Palazzo Barberini, Roma
- Tommaso Dovini (o Luini), Davi con la testa di Golia, 1620-1622, olio su tela, 118,5×97,3 cm, Galleria nazionale d'arte antica di Palazzo Barberini, Roma
- Cesare Gennari, Allegoria della pittura, olio su tela, 119×98 cm, 1661, Galleria nazionale d'arte antica di Palazzo Barberini, Roma
- Guercino (scuola di), Maddalena, olio su tela, 27×21,5 cm, XVII secolo, Galleria nazionale d'arte antica di Palazzo Barberini, Roma
- Guercino, San Girolamo che sigilla la lettera, olio su tela, 110×141 cm, 1617-1618, Galleria nazionale d'arte antica di Palazzo Barberini, Roma
- Hans Holbein, Ritratto di Enrico VIII, olio su tavola, 88,5×74,5 cm, 1540, Galleria nazionale d'arte antica di Palazzo Barberini, Roma
- Ignoto, Busto-ritratto moderno detto di Scipione, 1610 ca., basanite e porfido, collezione Torlonia presso la Fondazione omonima di villa Albani a porta Salaria, Roma (provenienza Giustiniani)
- Ignoto, Busto-ritratto moderno di Lucio Vero, 1610 ca., marmo nero antico e alabastro, collezione Torlonia presso la Fondazione omonima di villa Albani a porta Salaria, Roma (provenienza Giustiniani)
- Ignoto, Busto-ritratto moderno di Marco Aurelio Cesare, 1610 ca., marmo nero antico e portasanta, collezione Torlonia presso la Fondazione omonima di villa Albani a porta Salaria, Roma (provenienza Giustiniani)
- Ignoto, Busto-ritratto moderno di Tiberio, 1610 ca., basanite e serpentino, collezione Torlonia presso la Fondazione omonima di villa Albani a porta Salaria, Roma (provenienza Giustiniani)
- Ignoto, Busto-ritratto moderno di Vitellio, 1610 ca., marmo lunense, collezione Torlonia presso la Fondazione omonima di villa Albani a porta Salaria, Roma (provenienza Giustiniani)
- Judith Leyster, Suonatore di liuto, olio su tela 82×66,5 cm, XVII secolo, Galleria nazionale d'arte antica di Palazzo Barberini, Roma
- Lorenzo Pasinelli, Sibilla eritrea, olio su tela, 55,5×55,5 cm, Galleria nazionale d'arte antica di Palazzo Barberini, Roma
- Lorenzo Pasinelli, Sibilla libica, olio su tela, 55,5×55,5 cm, Galleria nazionale d'arte antica di Palazzo Barberini, Roma
- Nicolas Poussin (seguace di), Paesaggio con Giunone ed Argo trasformato in pavone, olio su tela, 67,5×105,5 cm, 1630-1640, Galleria nazionale d'arte antica di Palazzo Barberini, Roma
- Guido Reni (scuola di), Fuga di Galatea, olio su tela, 187×184 cm, 1560 ca., Galleria Nazionale d'Arte Antica di Palazzo Barberini, Roma
- Andrea del Sarto (scuola di), Sacra Famiglia, olio su tavola, 116×129 cm, 1520-1530, Galleria Nazionale d'Arte Antica di Palazzo Barberini, Roma
- Ippolito Scarsella, Noli me tangere, olio su rame, 28,5×42 cm, XVII secolo, Galleria Nazionale d'Arte Antica di Palazzo Barberini, Roma
- Ippolito Scarsella, Strage degli innocenti, olio su rame, 36×53,8 cm, XVII secolo, Galleria Nazionale d'Arte Antica di Palazzo Barberini, Roma
- Tiziano, Venere e Adone, olio su tela, 187×184, 1560 ca., Galleria Nazionale d'Arte Antica di Palazzo Barberini, Roma

## Albero genealogico degli eredi della collezione
Segue un sommario albero genealogico degli eredi della collezione Torlonia, dove sono evidenziati in grassetto gli esponenti della famiglia che hanno ereditato, custodito, o che comunque sono risultati influenti nelle dinamiche inerenti alla collezione d'arte. Per semplicità, il cognome Torlonia viene abbreviato a "T.".
| | | | |                                                                                             |                                  |                               |                   |                   |                             |                             |
| | | | |                                                                                             | Marin Tourlonais (1725-1785)     |                               |                   |                   |                             |                             |
| | | | |                                                                                             |                                  |                               |                   |                   |                             |                             |
| | | | |                                                                                             |                                  |                               |                   |                   |                             |                             |
| | | Giovanni Raimondo T. (1754-1829) (I principe di Civitella Cesi) | Giovanni Raimondo T. (1754-1829) (I principe di Civitella Cesi) |                                                                                             |                                  |                               | Giuseppe T. (?-?) | Giuseppe T. (?-?) | ...e altri fratelli/sorelle | ...e altri fratelli/sorelle |
| | | | |                                                                                             |                                  |                               |                   |                   |                             |                             |
| | | | |                                                                                             |                                  |                               |                   |                   |                             |                             |
| Marino T. (1796-1865) (I duca di Poli e di Guadagnolo; acquistò nel 1842 il palazzo Núñez-Torlonia in Campo Marzio a Roma)                   | Marino T. (1796-1865) (I duca di Poli e di Guadagnolo; acquistò nel 1842 il palazzo Núñez-Torlonia in Campo Marzio a Roma)                   | | Alessandro Raffaele T.. (1800-1886) (II principe di Civitella Cesi e I principe del Fucino) | Alessandro Raffaele T.. (1800-1886) (II principe di Civitella Cesi e I principe del Fucino) | ...e altri 2 fratelli/sorelle    | ...e altri 2 fratelli/sorelle | [...]             | [...]             |                             |                             |
| | | | |                                                                                             |                                  |                               |                   |                   |                             |                             |
| | | | |                                                                                             |                                  |                               |                   |                   |                             |                             |
| [...] | [...] | Anna Maria T. (1855-1901) (sposata con Giulio Borghese, ex uxor II principe del Fucino da cui nacque il ramo Torlonia-Borghese; nel 1892 dona 382 opere più una decina di sculture allo Stato italiano) | Anna Maria T. (1855-1901) (sposata con Giulio Borghese, ex uxor II principe del Fucino da cui nacque il ramo Torlonia-Borghese; nel 1892 dona 382 opere più una decina di sculture allo Stato italiano) | Giovanna Carolina T. (1856-1875)                                                            | Giovanna Carolina T. (1856-1875) |                               |                   |                   |                             |                             |
| | | | |                                                                                             |                                  |                               |                   |                   |                             |                             |
| | | | |                                                                                             |                                  |                               |                   |                   |                             |                             |
| | Giovanni (1873-1938) (III principe del Fucino)                                                                                               | Giovanni (1873-1938) (III principe del Fucino) | Carlo (1874-1947) (I principe di Canino) | Carlo (1874-1947) (I principe di Canino)                                                    |                                  |                               |                   |                   |                             |                             |
| | | | |                                                                                             |                                  |                               |                   |                   |                             |                             |
| | | | |                                                                                             |                                  |                               |                   |                   |                             |                             |
| Alessandro T. (1925-2017) (principe Torlonia, principe del Fucino, principe di Canino e di Musignano, duca di Ceri, marchese di Romavecchia) | Alessandro T. (1925-2017) (principe Torlonia, principe del Fucino, principe di Canino e di Musignano, duca di Ceri, marchese di Romavecchia) | ...e altre 2 sorelle | ...e altre 2 sorelle |                                                                                             |                                  |                               |                   |                   |                             |                             |
| | | | |                                                                                             |                                  |                               |                   |                   |                             |                             |
| | | | |                                                                                             |                                  |                               |                   |                   |                             |                             |
| [...] (la sua linea resta titolare della collezione di 620 pezzi di antichità conservati a villa Albani a porta Salaria)                     | | | |                                                                                             |                                  |                               |                   |                   |                             |                             |